# Troubles au Tibet en mars 2008

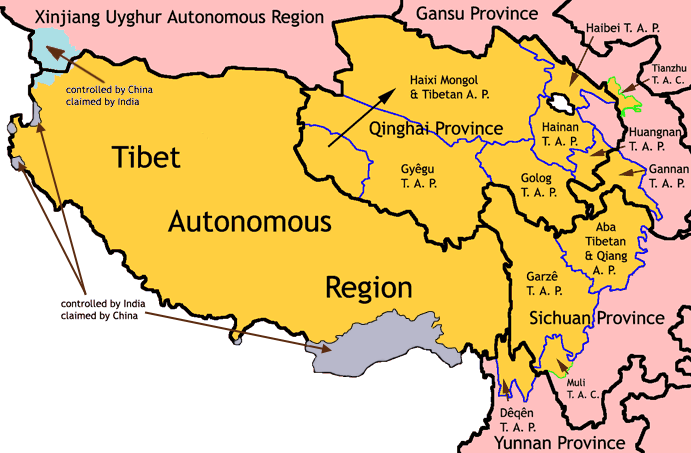
Les subdivisions administratives autonomes tibétaines de la république populaire de Chine, représentées en jaune

Le 10 mars 2008, des manifestations pacifiques de moines bouddhistes ont lieu à Lhassa, capitale de la région autonome du Tibet, le jour du 49e anniversaire du soulèvement tibétain de 1959 et quelques mois avant les Jeux olympiques de Pékin. Les manifestants réclament la libération des moines emprisonnés en octobre 2007.
Le 14 mars, les manifestations dégénèrent en violentes émeutes dirigées contre les habitants non tibétains et leurs biens. Les forces de l’ordre se replient devant l’assaut des émeutiers, dont des moines, et ne reprennent progressivement le contrôle de la ville que le lendemain,[réf. nécessaire] procédant alors à de nombreuses arrestations. Selon les autorités, le bilan humain et matériel est lourd : 19 morts victimes des émeutiers et un millier de commerces et bâtiments publics détruits.[réf. nécessaire]
Selon le gouvernement tibétain en exil, au moins 80 Tibétains seraient morts, victimes de la répression chinoise le 14 mars à Lhassa, bilan que le témoignage des Occidentaux alors présents sur place ne permet pas de corroborer.[réf. nécessaire]
Des manifestations se produisent aussi dans d’autres zones de population tibétaine, notamment dans la préfecture autonome tibétaine et qiang d'Aba, où des tirs des forces de l’ordre auraient fait des victimes le 15 mars.
Alors que certains médias occidentaux présentent des images de manifestations réprimées en Inde et au Népal comme se déroulant à Lhassa, les médias chinois diffusent, pour leur part, des vidéos montrant les agressions et destructions commises par les émeutiers.
La Région autonome du Tibet, qui avait été fermée aux journalistes et aux touristes le 19 mars, est de nouveau ouverte très partiellement depuis le 26 juin. Le 30 décembre 2008, selon les autorités chinoises, les journalistes sont invités à revenir. Selon l'association Reporters sans frontières, les autorisations accordées sont rares. À l'approche du cinquantenaire du soulèvement tibétain de 1959, l'ensemble des zones de peuplement tibétain sont fermées aux étrangers et aux journalistes. Fin février, à l'approche de la nouvelle année tibétaine, les autorités chinoises font annuler tout voyage de touristes dans les zones tibétaines pour plusieurs mois.
Après une compilation exhaustive, le Gouvernement tibétain en exil rapporte un nombre total de morts de 209, pendant les manifestations dans les zones à population tibétaine.
Le gouvernement chinois confirme le nombre de victimes tuées par les émeutiers, mais déplore également la mort d'un policier et d'un suspect au cours d'une fusillade lors d'une arrestation dans la ville de Hongke, seul cas de tibétain tué par la police selon les sources officielles.
Un an et demi après les évènements, le dalaï-lama évoque plus de mille morts et 4 000 Tibétains emprisonnés. Environ 4 000 Tibétains sont maintenus en prison, sans jugement et sans que l'on sache vraiment où ils sont, a déploré le chef spirituel des bouddhistes tibétains.

## Chronologie des événements
Le 10 mars, 300 à 400 moines du monastère de Drepung défilent dans les rues de Lhassa, afin de demander la libération de moines emprisonnés en 2007, après qu’ils eurent repeint les murs du monastère en blanc pour fêter la remise de la médaille d'or du Congrès des États-Unis au 14e dalaï-lama,. Les moines, bloqués par un barrage des forces de l’ordre, s’assoient pour un sit-in de quelques heures avant de se disperser. Au crépuscule, des moines et des étudiants se rassemblent au centre-ville sur la place du Barkhor, 6 ou 7 d’entre eux sont arrêtés.
Le 11 mars, afin de protester contre ces arrestations, plus de 500 moines de Drepung, auxquels se sont joints ceux de Séra, manifestent de nouveau. Fin de matinée, des incidents éclatent quand la police chinoise et la police armée du peuple dispersent les manifestants par la force. Des grenades lacrymogènes sont utilisées, et des moines frappés à coups de matraque.

D’après le gouvernement tibétain en exil, d’autres manifestations ont éclaté dans trois autres monastères, dont l’un situé dans la province du Qinghai. Le 11 mars, un porte-parole du ministère chinois des Affaires étrangères déclare que des manifestations « illégales et menaçant la stabilité sociale » ont eu lieu à Lhassa.
Le 12 mars, la tension monte d’un cran avec les rumeurs de tentatives de suicide de deux moines de Drepung. Selon un témoin, au monastère de Séra, des moines qui ont entamé une grève de la faim sont battus par la police.
Le 14 mars, de violentes émeutes se déroulent à Lhassa, les plus graves depuis le Soulèvement tibétain de 1959,,.
 Les premières violences commencent le matin près du temple de Ramoche. Elles feraient suite, selon Le Monde, au passage à tabac de deux moines bouddhistes par les forces de l’ordre, rumeur qui se propage dans Lhassa, ou bien, selon les sources officielles chinoises, à des jets de pierre contre les forces de l’ordre  aux alentours du temple de Ramoche vers 1h 10 de l'après-midi. Les émeutiers auraient commencé à se rassembler autour des temples vers 2 h.
L’émeute se propage rapidement à travers les ruelles commerçantes. Des foules, qui se sont rassemblées apparemment de façon spontanée, dévastent les magasins n’appartenant pas aux Tibétains et en répandent les marchandises dans la rue, avant d’y mettre le feu. Pour échapper au saccage, les commerçants tibétains nouent, sur leur devanture, des foulards blancs traditionnels les signalant comme tels. Selon le témoignage d’un touriste suisse qui se trouvait dans la rue principale de Lhassa, il y avait là une foule de 400 à 500 personnes, et des pavés sont lancés à travers la rue pour atterrir dans une rue latérale où une cinquantaine de policiers, mal protégés par leurs boucliers en plastique, finissent par battre en retraite . Selon les témoins occidentaux, des Chinois isolés, passant à pied ou en véhicule, sont agressés, lapidés ou pris en chasse par des manifestants, dont certains armés de sabres tibétains, de bâtons ou de barres de fer . Quelques émeutiers scandent « Vive le dalaï-lama ! » et « Tibet libre ! ». Selon le gouvernement chinois, 13 personnes seraient mortes, victimes des émeutiers, la plupart brûlées vives dans les incendies.
Pendant des heures, les forces de sécurité interviennent peu.
Selon le témoignage de James Miles, correspondant à Lhassa pour The Economist, des Tibétains ont lancé des pierres sur un garçon de dix ans à vélo. Concernant la répression, Miles n'a pas entendu de rafale de mitraillette, et n'a pas eu le sentiment d'une répression massive comme lors de l'écrasement des manifestations de Tiananmen qu'il a également couvert. Les autorités auraient été paralysées par les risques politiques qu’une vive réaction aurait impliqués,,.
Georg Blume, journaliste allemand présent sur place, rapporte le témoignage très précis d'un Tibétain sur les événements : ce témoin a pu donner libre expression à sa haine envers la Chine mais admet que les policiers n'ont pas tiré le 14 mars au plus fort des émeutes; il suppose que les victimes sont essentiellement des Chinois brûlés vifs dans leurs magasins. George Blume pensait au départ que la police militaire était responsable des victimes, mais plus il a recueilli de témoignages, plus il a remis en cause cette hypothèse initiale. Il est clair pour lui que l'on ne peut pas parler de répression sanglante comme le massacre de Tiananmen en 1989
,.
Ursula Rechback, une Slovène qui collabore depuis huit ans à un projet sur le développement de la médecine tibétaine traditionnelle, rapporte avoir vu, le 14 mars, depuis le toit de son hôtel, de jeunes manifestants armés de grands bâtons et de pierres, hurlant, retournant les voitures, y mettant le feu, brisant et pillant les magasins. Elle est d'avis que l'émeute, du fait de son déclenchement en plusieurs points, « devait être préméditée, sinon préparée ».
Un randonneur canadien, John Kenwood, qui fut le témoin du caillassage de la police anti-émeute dans le quartier tibétain le 14 mars, rapporte avoir vu trois caisses de pierres qui y avaient été apportées . Il déclare également avoir vu au moins cinq Chinois attaqués par la foule, dont un motocycliste d'une vingtaine d'années, qui avait été roué de coups, frappé à la tête avec une bordure de trottoir et laissé pour mort .
L'agence Chine nouvelle fait état d'émeutiers qui portaient un sac à dos rempli de pierres et de bouteilles de liquide inflammable .
Le témoignage d'un tibétain en exil est rapporté par une dépêche de l’AFP, un reportage de NTD (chaîne de télévision fondée par des chinois émigrés aux États-Unis, hostile au parti communiste chinois), et le site Phayul.com (créé et géré par des tibétains en exil) . Selon son témoignage, ce tibétain en exil serait l'un des très rares manifestants tibétains à avoir réussi à s’enfuir du Tibet, après 4 jours de manifestations à Lhassa. Il a témoigné d’actes de violence particulièrement graves des forces de maintien de l’ordre à Lhassa ; ce témoignage n’est cependant corroboré par aucune autre source présente sur place lors des manifestations. Selon lui, des troupes chinoises brandissant des couteaux auraient attaqué les manifestants tibétains le 14 mars, « Nous manifestations pour marquer le 49e anniversaire (du Soulèvement tibétain de 1959 contre la domination chinoise) lorsque les troupes nous ont attaqués avec de longs couteaux. Nous avons jeté des pierres et les soldats se sont retirés et sont ensuite revenus avec des armes et puis il y a eu de la fumée, des coups de feu et des cris terribles ». Il affirme avoir vu plusieurs Tibétains mourir de balles et de coups de couteau. « Les troupes ont juste jeté (les morts) comme des carcasses dans des fourgons de police ». Ce réfugié serait le 4e Tibétain à avoir pu s’échapper de la région depuis le déclenchement des troubles en mars 2008.
Le 14 mars, Radio Free Asia rapporte que les policiers et les membres des forces de sécurité « ont tiré sur les manifestants antichinois alors que ces derniers mettaient le feu à des voitures et envahissaient les rues », le bilan serait d’une centaine de morts.
Des témoins ont indiqué à des agences de presse étrangères que les rues de Lhassa étaient quadrillées par la police, les forces de la Police armée populaire ainsi que par l’armée.
Tony Gleason, directeur local du Fonds de lutte contre la pauvreté au Tibet, une ONG américaine, rapporte avoir vu, le 14 mars, des émeutiers qui lançaient des briques et des pierres, de la fumée qui s'élevait du centre-ville et d'autres endroits, ajoutant qu'il n'avait jamais vu la police tirer sur les émeutiers.
Selon Qiangba Puncog, président du gouvernement régional de la région autonome du Tibet, le personnel de sécurité n’était pas armé lors des émeutes du vendredi 14 mars à Lhassa, James Miles et certains touristes occidentaux confirment que la police n’était pas armée (« no guns visible »), une détonation a été entendue mais il est difficile de dire s’il s’agissait d’un coup de feu ou d’une explosion due à un incendie. Selon le témoignage d’autres touristes rapporté par l'ambassade des États-Unis à Pékin, des coups de feu ont clairement été entendus. Des « bruits de coups de feu » sont rapportés dans la conversation entre un activiste à Lhassa et le secrétaire culturel du Congrès de la jeunesse tibétaine mais il n'en existe aucun enregistrement vérifiable.
Selon Qiangba Puncog, président du gouvernement régional du Tibet, 13 civils chinois ont été brûlés vifs (dont un aspergé d’essence) ou poignardés à mort par les émeutiers, 18 civils et un agent de police ont trouvé la mort au cours des émeutes du 14 mars à Lhassa, 241 agents de police ont été blessés (dont 23 actuellement dans un état critique), un autre a été tué par la foule, 382 civils ont été blessés (dont 58 grièvement). Selon Phayul.com, site créé en 2001 par un Tibétain en exil, des manifestations très tendues, dispersées par des tirs des forces de l’ordre, seraient signalées dans le Gansu, une partie de l’ancienne province tibétaine de l’Amdo.
Le samedi 15 mars, selon le Centre tibétain pour les droits de l'homme et la démocratie, des milliers de manifestants se rassemblent à nouveau dans cette région proche du monastère de Labrang. La présence de chars et de véhicules militaires chinois à Lhassa est rapportée par des touristes étrangers. Le centre historique de la ville est placé sous couvre-feu, l’accès pour les touristes et les journalistes est suspendu, empêchant les médias étrangers d’accéder à la région. Le 14e dalaï-lama demande à la Chine de « cesser d’utiliser la force », de « répondre au ressentiment des Tibétains par le dialogue » et aux Tibétains de « ne pas recourir à la violence ».
Durant le week-end, les manifestations antichinoises débordent hors de la capitale. À Xiahe, dans la province du Gansu, des manifestations éclatent le vendredi et le samedi autour du grand monastère de Labrang, des milliers de moines défilant en criant « Tibet libre ! » et « Laissez le dalaï-lama revenir au Tibet ! ». Selon Kate Saunders, responsable d’International Campaign for Tibet, « des manifestations ont éclaté dimanche dans la ville de Ngawa (dans le Sichuan) et sept personnes ont été tuées ». Le gouvernement local promet de « lancer une guerre du peuple pour combattre le séparatisme et faire éclater en pleine lumière le visage hideux du dalaï-lama et de son groupe », il lance également un ultimatum aux émeutiers, leur demandant de se rendre d’ici à lundi soir. Le mardi 18 mars la centaine de touristes restant en ville est déplacée dans des hôtels situés loin du lieu des émeutes. Le mercredi soir à 22h : 170 personnes s’étaient rendues
Le 28 mai, selon le Centre tibétain pour les droits de l'homme et la démocratie (TCHRD), 3 nonnes et une étudiante (Rigden Lhamo) ont manifesté à Kardze (Sichuan, Kham) pour le retour du dalaï-Lama, la libération des prisonniers politiques tibétains et la liberté au Tibet. La police chinoise aurait tiré des coups de feu et infligé de mauvais traitements à Rigden Lhamo. Des taches de sang auraient été vues sur son corps,,. Emprisonnée, elle a été libérée le 25 décembre 2008, les autorités chinoises craignant qu'elle ne décède en détention .
Le 21 juin Palma Trily, vice-président exécutif de la Région autonome du Tibet, a annoncé que le Tibet avait libéré 1157 personnes accusées de délits mineurs dans les émeutes à Lhassa, juste avant le passage de la flamme olympique à Lhassa.
Le journal JURIST (en) remarque que l'annonce de cette libération survient 2 jours après un rapport critique d'Amnesty International.
Selon un témoignage d'un Tibétain emprisonné à Lhassa après les manifestations de mars – recueilli clandestinement – la police chinoise s’est introduite dans sa maison cassant cinq portes et frappant toutes les personnes présentes. Ce Tibétain affirme avoir été frappé à la tête et maltraité lors de sa détention. Il a assisté aux traitements plus sévères des moines par les soldats. Il affirme qu’un frère et sa sœur ont été jetés par la fenêtre tuant le frère et blessant gravement la sœur. Chaque jour, les prisonniers appelaient les gardes pour signaler des morts. L’un des prisonniers a été battu à mort car les gardes qui le suspectaient d’avoir volé un veston. Un jeune de 17 ans a été torturé alors qu’il n’avait pas participé aux manifestations, le forçant à « avouer » des actes qu’il n’avait pas commis.

## Bilan des morts, des blessés et des arrestations
Depuis le début des troubles, les bilans humains sont contradictoires selon les sources. Les divergences portent non seulement sur le nombre des victimes mais aussi sur leur identité. Les autorités chinoises parlent de civils innocents victimes des émeutiers, tandis que le gouvernement tibétain en exil parle de tibétains tués par la police ou l'armée.

### Témoignage des journalistes occidentaux

#### James Miles, témoin des émeutes
Le 20 mars, James Miles est interviewé par CNN :
« Ce que j'ai vu était une violence organisée ciblée contre un groupe ethnique, ou devrais-je dire deux groupes ethniques, essentiellement l'ethnie Han chinoise vivant à Lhassa, mais aussi les membres de la minorité musulmane Hui à Lhassa. »
« Presque tous les autres commerces ont été brûlés, pillés, détruits, réduits en pièces, les biens ont été traînés dans les rues, entassés, brûlés. C'était un déversement de violence ethnique de la nature la plus déplaisante qui soit, qui surprit certains témoins tibétains. »
« À un moment donné, je les ai vus lancer des pierres sur un garçon d'environ 10 ans à vélo dans la rue. Je suis allé au-devant d'eux pour leur dire d'arrêter. »
« Je n'ai pas entendu de rafale de mitraillette. Je n'ai pas eu le sentiment d'une répression armée massive comme lorsque je couvrais l'écrasement des manifestations de la place Tiananmen en juin 1989 à Pékin. C'était ici une opération très différente, plus calculée, et je pense que l'effort des autorités cette fois était de laisser les gens se défouler avant d'établir une forte présence armée avec des fusils tous les quelques mètres dans tout le quartier tibétain. Ce n'est que lorsqu'ils ont pu garantir qu'il n'y aurait pas un bain de sang, qu'ils sont réellement rentrés avec une force décisive. »

#### Georg Blume, enquête auprès des habitants
Le 20 mars, Georg Blume, journaliste allemand, interroge de nombreux habitants de Lhassa pendant les 5 jours qui suivent les émeutes.
Il recueille notamment le témoignage d'un Tibétain très hostile aux Chinois qui admet que « La police chinoise n'a pas tiré de coup de feu vendredi passé, au moment du déclenchement et lors de l'intensité la plus importante pour le moment des révoltes ». Il suppose que parmi les morts, il y a surtout des Chinois qui ont brûlé dans leurs magasins,.
Dans un article publié dans Die Zeit, George Blume déclare : « Le gouvernement tibétain en exil en Inde parle de beaucoup plus de victimes parmi les manifestants, une centaine de morts, en raison de la brutalité des forces de sécurité en Chine. Cela semble plausible, en raison du déploiement de milliers de policiers lourdement armés. » Il ajoute : « en ce qui concerne le nombre de victimes que le régime et les mouvements de protestation citent, ce n'est pas possible pour le moment d'obtenir des preuves »
.
Au sujet de son enquête, il déclare :
« Moi aussi j'ai pensé au début que la police militaire était coupable. Surtout que la ville est remplie d'hommes en uniforme, la conclusion du coup s'impose que des coups de feu à balles réelles auraient été tirés. Cependant plus je parle avec des témoins sur les révoltes, plus cette possibilité me paraît improbable. » ,
Et il conclut :
« Une chose est sûre : concernant les protestations des Tibétains, on ne peut pas parler d'une répression sanglante - comme lors du massacre de Tiananmen en 1989. »,.

### Bilan officiel selon le gouvernement chinois

#### Lhassa
Le 15 mars, le gouvernement de la région autonome du Tibet confirme la mort d'au moins 10 personnes dans les émeutes. 580 personnes dont trois touristes japonais ont été secourues. Plus de 160 sites en feu, dont 40 incendies majeurs, ont été rapportés.
Le 16 mars, Zhang Yijiong, secrétaire adjoint du comité du PCC pour la région autonome du Tibet révèle que les violences ont grièvement blessé 12 policiers et soldats de la police armée, dont deux se seraient trouvés dans un état critique.
Le 17 mars, Qiangba Puncog, président du gouvernement de la Région autonome du Tibet, déclare la mort de 13 civils innocents brûlés ou poignardés, et cite deux cas de violence : un civil a été aspergé d'essence par des émeutiers et brûlé vif, dans le second cas, les émeutiers ont battu un agent de police qui s'est évanoui, et ont ensuite coupé un morceau de chair de son postérieur. 61 agents de police ont été blessés dans les troubles de vendredi à Lhassa dont six grièvement. Les émeutiers ont mis le feu à plus de 300 endroits, parmi lesquels des maisons résidentielles et 214 magasins, et détruit et brûlé 56 véhicules.
Le 22 mars selon Xinhua (agence de presse contrôlée par le gouvernement chinois), 183 émeutiers se sont rendus à la police et de nombreux témoins racontent ce qui s'est passé : Zuo Yuancun, un homme de 1,70 m, a été enflammé pour être réduit à des morceaux d'os et de chair. Un travailleur migrant a eu le foie poignardé par des bandits. Une femme a été brutalement battue par des attaquants qui lui ont coupé l'oreille. Un docteur du nom de Losang Cering a été agressé par des émeutiers brandissant des couteaux alors qu'il essayait de sauver un petit garçon de 6 ans qui avait été piétiné et suffoquait.
Le bilan officiel selon le gouvernement régional s'établit à 18 civils morts et un officier de police pendant les émeutes survenues le 14 mars à Lhasa. 241 officiers de police ont été blessés, dont 23 sont à présent dans un état critique. Le nombre de civils blessés est passé de 325 à 382, dont 58 grièvement blessés. Les émeutiers ont mis le feu à sept écoles, cinq hôpitaux et 120 résidences. 84 véhicules ont été incendiés et 908 boutiques pillées. Les pertes sont estimées à plus de 244 millions de yuans (environ 34,59 millions de dollars),.
Le 24 mars, selon le ministère de la Sécurité publique, 5 suspects ont été arrêtés pour deux affaires d'incendie volontaire lors des récentes émeutes à Lhasa, coûtant la vie à dix personnes. Le 25 mars, le ministère annonce que les suspects ont avoué et donne des informations sur les affaires.
Le 28 mars, l'International Herald Tribune rapporte que cinq vendeuses ont été brûlées vives à la suite de l'incendie allumé par des émeutiers dans le magasin de vêtements Yishion où elles travaillaient. Il s'agit de Yang Dongmei, 24 ans; He Xinxin, 20 ans; Chen Jia, 19 ans; Liu Yan, 22 ans; Cirenzhuoga, 21 ans, cette dernière étant tibétaine.
Le 1er avril, selon le ministère de la Sécurité publique, 2 suspects ont été arrêtés pour deux autres affaires d'incendie volontaire coûtant la vie à deux personnes. Sur les 6 autres victimes civiles, 2 sont tibétaines.
Un article mis en ligne le 8 avril sur le site de CCTV-F, lié à la Télévision centrale de Chine, rapporte que le Bureau de la sécurité publique de Lhassa accuse la « clique du dalaï-lama » d’avoir publié un bilan des morts erroné et gonflé : 5 personnes qui figurent sur la liste sont encore en vie ou n’existent pas et 35 autres personnes sont introuvables; les 18 civils et le policier tués à Lhassa le 14 mars n’y figurent pas.
Le 9 avril, Qiangba Puncog, président du gouvernement de la Région autonome du Tibet, annonce que 953 personnes ont été arrêtées. Parmi elles 403 ont été formellement arrêtées. Au total 362 personnes se sont rendues à la police dont 328 personnes ont été libérées. La police a listé les 93 plus grands suspects et a déjà procédé à l'arrestation de 13 personnes. Gungqung Toinzhub avait séjourné au Népal pendant un an et demi avant de franchir la frontière illégalement en 2000.
Le 13 avril, la police de Lhassa révèle qu'elle a arrêté Gungqug Toinzhub dans le monastère de Ramogia, ce suspect, no 2 dans la liste des personnes recherchées, aurait avoué avoir coupé un passant innocent avec un long couteau. Il est soupçonné d'avoir pris la tête dans l'attaque des personnes innocentes .
Le 29 avril, 17 personnes impliquées dans les émeutes du 14 mars à Lhasa, ont été condamnées mardi à des peines de prison allant de trois ans à perpétuité. La séance était publique selon l'agence Chine nouvelle. L'agence Associated Press parle de 30 emprisonnements, dont trois Tibétains condamnés à perpétuité : un chauffeur d’une société immobilière de Lhassa qui aurait brulé des voitures, détruit des postes de police et des véhicules de pompier et agressé des pompiers, un moine du Doilungdequen qui serait le meneur d'un groupe de 10 personnes dont 5 moines qui auraient détruit le bureau du gouvernement, détruit et pillé 11 commerces, et attaqué des policiers, et un entrepreneur du Lingzhou qui aurait incité les autres à piller des commerces, bruler des véhicules et des bâtiments les 15 et 16 mars à 70 km de Lhassa. Selon Human Rights Watch, les procès des 30 Tibétains accusés d’avoir participé aux manifestations violentes du 14 mars à Lhassa n’étaient pas ouverts au public, comme le prétend le gouvernement chinois, et n’ont pas respecté les normes internationales minimums. D’autres procès seraient attendus.
Le 6 juin, rapporte le Quotidien du Peuple en ligne (organe de presse officiel du Comité central du Parti communiste chinois), la police du Tibet annonce avoir arrêté 16 moines bouddhistes et être à la recherche de trois autres, impliqués dans trois attentats ou tentatives d'attentat à la bombe visant un transformateur, une station d'essence, une permanence de la police et une résidence privée. Les moines ont déclaré avoir été inspirés par les événements du 14 mars et l'écoute des radios pro-tibétaine.
Le 20 juin, selon Palma Trily, vice-président exécutif la Région autonome du Tibet, 12 personnes de plus sont condamnées, portant le total à 42.
Le 21 juin, Palma Trily, annonce la libération de 1157 personnes accusées de délits mineurs dans les émeutes à Lhassa. La police aurait arrêté 953 personnes, 362 s'étaient rendues d'elle-même, 42 ont été condamnées, 116 autres seraient en attente de jugement.
Le 1er août, selon l'agence Chine nouvelle, le bilan officiel pour les émeutes du 14 mars à Lhassa est : 18 civils innocents et un agent de police ont été tués et 382 civils et 241 agents de police ont été blessés. Les émeutiers ont également incendié 120 maisons et 84 véhicules et pillé 1 367 magasins, causant des pertes économiques directes de 320 millions de yuans (environ 47 millions de dollars).

#### Xiahe (Province du Gansu)
Le 23 mars selon le gouvernement local, 94 personnes ont été blessées lors des récentes émeutes survenues dans la préfecture autonome tibétaine de Gannan, causant des pertes économiques estimées à 230 millions de yuans (32,6 millions de dollars). Au nombre des blessés : 64 policiers, 27 agents de la police armée, 2 responsables du gouvernement et un civil, parmi lesquels 6 policiers et 4 agents de la police armée dans un état critique. Depuis le 14 mars, manifestations, coups, cassages, pillages et incendies se seraient produits dans les districts de Xiahe, Maqu, Luqu et Jone, et dans la ville de Hezuo de la préfecture autonome tibétaine de Gannan et dans le district d'Aba de la province du Sichuan (sud-ouest).

#### Aba (Province du Sichuan)
Selon un responsable local le 3 avril, le district d'Aba a été témoin le 16 mars de violences criminelles menées par des moines du monastère de Kirti. Plus de 200 personnes auraient été blessées et 24 magasins, 2 bâtiments publics et 81 véhicules auraient été brûlés lors des émeutes.

#### Dari
Selon l'agence de presse gouvernementale Xinhua, une fusillade aurait éclaté le 21 mars lors de l'arrestation d'un Tibétain soupçonné d'être responsable de l’émeute du 21 mars dans la ville de Hongke dans la région du Dari, un policier et le suspect auraient été tués. Il s'agit du seul Tibétain tué par la police selon les autorités chinoises. Le 1er mai, dans la province du Qinghai (Nord-Ouest de la Chine), à Huzhu, plus de 1 000 personnes ont assisté aux funérailles de Lama Cedain, policier tibétain tué lors de la fusillade.
Selon le bureau de sécurité du district, le policier a été tué dans une fusillade. Ses collègues ont riposté tuant le suspect. Selon des « sources tibétaines » citées par un journaliste du Times, ce policier aurait été tué par les villageois pour avoir tué un moine tibétain qui avait enlevé et brûlé le drapeau chinois d’un bâtiment gouvernemental, lors des manifestations de la ville de Dari le 21 mars.

### Bilan selon le gouvernement tibétain en exil
Le gouvernement tibétain en exil déclare le 15 mars qu’il aurait reçu « des rapports non confirmés » estimant à 100 morts le bilan de l’agitation au Tibet.
Le 15 mars, Radio Free Asia, cite des témoins qui rapportent avoir vu au moins deux corps dans les rues de Lhassa.
Le lendemain, le gouvernement tibétain en exil avance au moins 80 morts.
Le 24 mars, un moine du monastère de Chokri a été abattu par l'armée chinoise et un autre grièvement blessé par un tir dans les reins lors d’une manifestation où se sont jointes 200 nonnes du monastère Ngang-Khong, 150 nonnes de Khasum et 200 moines de Chokri.
Le 25 mars, selon des sources d’information affiliées à l'Administration des Tibétains en exil et au TCHRD (Centre tibétain pour les droits de l'homme et la démocratie), la Police armée du peuple aurait coupé l’eau, l’électricité, l’approvisionnement en nourriture et l’accès aux soins dans les monastères de Séra, Drepung et Ganden et autres monastères actifs au cours des manifestations. De ce fait, les moines risqueraient la famine, et le 24 mars un moine serait mort de famine au temple de Ramoché, lequel aurait été la cible de gaz lacrymogène de la part des militaires,,.
Les 27 et 30 mars, 2 moines du comté de Ngaba, l'un du monastère de Kirti et l'autre du monastère de Gomang se sont suicidés en raison, selon le TCHRD, de l'oppression implacable des autorités chinoises.
Le 4 avril, un Tibétain accusé d'avoir été impliqué dans les manifestations dans le comté de Ngaba a été arrêté, maltraité par les autorités, il a perdu la vue, et fut condamné à 4 ans de prison en novembre 2008.
Le 5 avril, le TCHRD déclare que les autorités chinoises auraient arrêté plus de 2 300 Tibétains dans les différentes parties du Tibet. Selon le Gouvernement tibétain en exil, plus de 140 personnes auraient été tuées au cours des répressions des récents troubles au Tibet.
Le 9 avril, le TCHRD déclare qu’un moine, relâché après plusieurs jours de détention, montrerait des signes d’atteinte neurologique, des marques de contusions sur le corps, dus à des tortures pratiquées par la police en prison.
Le 16 avril, le Centre culturel tibétain Khawa Karpo, une association tibétaine en exil en Inde, confirme l’arrestation, à la suite des manifestations, de la chanteuse tibétaine Jamyang Kyi. Elle a été libérée le 20 mai 2008, mais attend un procès.
Fin mai, selon le Los Angeles Times, une autre chanteuse tibétaine nommée Drolmakyi a été libérée après presque deux mois de détention à condition de garder le silence sur son arrestation et de ne plus faire de représentations pendant quelque temps.
Selon le TCHRD, le 17 avril, la police a arrêté et maltraité des moines du monastère de Rong Gonchen de Rebkong, et a sévèrement battu Alak Khasutsang, l’ancien lama du monastère âgé de 80 ans qui tentait d’apaiser les tensions entre les manifestants et la police, entraînant un traumatisme crânien et son hospitalisation en urgence à Xining.
Le 17 avril, selon le TCHRD, une femme tibétaine, de 38 ans, qui a été impliquée dans les manifestations pacifiques les 16 et 17 mars 2008 dans le district de Ngaba, serait morte après avoir été torturée dans une prison chinoise. Après sa libération, l’hôpital gouvernemental, qui pourrait avoir été sous influence des autorités chinoises locales, aurait refusé de l’admettre.
Le 18 avril, selon le dalaï-lama, le bilan des morts dépasserait 400 personnes, tandis que des milliers d’autres auraient été arrêtées.
Le 29 avril, les Tibétains en exil conteste le bilan de Pékin (18 morts innocents et 400 personnes arrêtés) et avancent le bilan de 203 Tibétains morts, d’un millier de blessés et de 5 175 arrestations,.
Dans une information rendue publique le 18 juin, selon Amnesty International, 1000 Tibétains auraient disparu ou seraient détenus arbitrairement,,,.
Le 11 juin, après une compilation exhaustive, le gouvernement tibétain en exil rapporte la mort d'au moins 209 Tibétains tués par les forces chinoises dans les trois provinces traditionnelles de l'Ü-Tsang, de l'Amdo et du Kham entre le 10 mars et le 31 mai 2008. En outre, le nombre de blessés s’élèverait à plus de 1000, celui des personnes emprisonnées à plus de 5972, celui des personnes condamnées serait d’environ 40,.
Selon l’écrivain chinois d'origine tibétaine Woeser, de nombreux moines auraient disparu, plus de mille moines seraient enfermés dans le désert de Gobi (sic) à Golmud, dans le Qinghai, que Woeser qualifie de « Guantanamo de la Chine ». L’information sur l’emprisonnement d’un millier de moines tibétains à Golmud est également reprise par l’association Étudiants pour un Tibet Libre Une journaliste du Nouvel Obs parle aussi de centaines de Tibétains envoyés au Xinjiang dans « les pires goulags chinois ». L'arrestation des moines remonterait aux alentours du 6 juillet 2008, anniversaire du dalaï-lama.
Selon Free Tibet Campaign, deux femmes tibétaines auraient été la cible de tirs de la police chinoise le 9 août 2008 dans la ville de Ngaba, alors qu'elles se rendaient dans un magasin. Elles auraient été emmenées par les militaires chinois dans un hôpital, et on ignorerait ce qu'elles sont devenues.
Le 13 août, lors d'une réception au Sénat, devant une quarantaine de parlementaires français, 14e dalaï-lama a fait état d'« arrestations arbitraires, d'exécutions sommaires et de tortures à mort et d'un renforcement de la présence militaire chinoise au Tibet ».
Selon un article du journal Le Monde, le dalaï-lama, aurait déclaré que l'armée chinoise avait tiré sur la foule dans la région du Kham le 18 août et que « 140 Tibétains auraient été tués, mais ce chiffre demande à être confirmé ». Joint à Dharamsala, Chhime Chhoekyapa, secrétaire du dalaï-lama, confirme l'existence de troubles dans le Kham, mais ne peut préciser ni la date ni le nombre de blessés ou de morts. Le Bureau du dalaï-lama a démenti que celui-ci ait dit que 140 personnes avaient été tuées par ce qu' « un témoin fiable » non identifié aurait rapporté être les tirs des forces de sécurité chinoises, déclarant « En réponse à une question du journaliste (...), Sa Sainteté a clairement répondu que nous n'avions pas d'informations précises concernant le nombre de victimes. (...) Sa Sainteté a dit: « Nous avons simplement reçu cette nouvelle, mais sans pouvoir la confirmer. Donc, je ne sais pas », affirme le communiqué. Depuis (...), tous les efforts faits pour communiquer avec la population locale (...) à Kardzé (Est du Tibet, province du Sichuan) ont échoué »,
Le journal a reconnu cette erreur dans l'article où le dalaï-lama avait aussi répété que depuis le début des troubles au Tibet en mars, « des témoins fiables ont pu établir que 400 personnes ont été tuées dans la seule région de Lhassa. Tuées par balles, alors qu'elles manifestaient sans armes. Si l'on considère tout le Tibet, le nombre de victimes est bien sûr plus grand. Dix mille personnes ont été arrêtées. On ne sait pas où elles sont incarcérées ».
Selon des sources tibétaines citées par RFA le 3 septembre, 50 à 80 moines tibétains emprisonnés et torturés dans le Qinghai à Golmud auraient été libérés fin août dans leur région d’origine, le Sichuan. Ces moines affiliés à des monastères de Lhassa étaient suspectés d’y avoir manifesté en mars n’ont pas été autorisés à regagner leurs monastères. Ces moines ainsi que 27 moines du monastère de Kirti et des moines des monastères de Tse et de Gomang à Ngaba, ont été placés en résidence surveillée et subiraient une forme de rééducation politique.
Fin 2009, le TCHRD a publié un nouveau bilan concernant les suites des troubles de 2008.

### Témoignage d'un moine rapporté par John Powers
John Powers qui s'est rendu en Chine et au Tibet quatre mois après les troubles rapporte en juillet 2008 avoir rencontré un moine tibétain en Chine, échappé d'un monastère du Tibet oriental, où des soldats chinois sont venus fin mars et ont tiré au hasard sur les moines, en représailles aux manifestations. Trois de ses amis proches ont été abattus devant lui. Il s'est enfui, tandis que d'autres tirs atteignaient d'autres moines.

### Enquête d'une écrivaine 5 mois plus tard
Élodie Bernard, journaliste indépendante et écrivaine, a interrogé de nombreux habitants de Lhassa et de la province du Qinghaï en août et septembre 2008, pendant les Jeux olympiques de Pékin, après être entrée clandestinement en Région autonome du Tibet.
Elle recueille les témoignages de Tibétains vivant à Lhassa qui ont vécu les événements et en tire un livre intitulé Le vol du paon mène à Lhassa.
Une Tibétaine explique à Élodie Bernard comment les forces de sécurité chinoises ont réprimé les manifestants tibétains à Lhassa. Après qu'elles eurent plaqué au sol et roué de coups et un adolescent tibétain, un soldat de l'armée populaire de libération a utilisé sa khata pour l'étrangler. Elle lui dit également que les corps des victimes étaient laissés dans la rue pendant plusieurs jours, à la vue de tous les habitants, sans que la famille puisse venir les chercher, afin d'effrayer toute la ville, et qu'il était interdit de secourir les blessés dans les rues, sous peine d'être également visé par les tirs des forces de sécurité chinoises.

### Bilan et situation 9 mois après

#### Bruno Philip, enquête d'un journaliste
Bruno Philip, journaliste au Monde a interrogé des sources locales en décembre 2008.

##### Xiahe (Province du Gansu)
Selon Bruno Philip, les manifestations n’ont pas fait de victime à Xiahe. Selon un moine, quelques semaines plus tard, la police aurait fait une descente au monastère de Labrang, saisi des photos du dalaï-lama, des téléphones portables utilisés pour photographier la manifestation et aurait arrêté 200 moines, trois moines seraient encore en prison en décembre 2008, dont l'un aurait envoyé une vidéo aux États-Unis. Aucun mauvais traitement n'a été signalé selon ce moine.

##### Aba (Ngawa en tibétain, province du Sichuan)
Selon les conclusions de Bruno Philip, à Aba, le 16 mars, des moines du monastère de Kirti, ont manifesté. Aux cris de « Vive le dalaï-lama ! » et de « Rendez leurs droits aux Tibétains ! » plusieurs milliers de personnes se sont dirigées vers le siège du gouvernement local. Selon Bruno Philip : « D'après les témoignages que nous avons été en mesure de recouper et qui émanent de moines, d'un laïc tibétain et de commerçants chinois han, la tragédie a éclaté devant le commissariat de police de la rue principale : attaqués par les manifestants qui s'en sont pris aux boutiques chinoises, les policiers ont tiré. Selon ces sources concordantes, au moins une douzaine de personnes ont été tuées à cet endroit. », il précise également : « Ces différents témoignages permettent d'estimer à une fourchette située entre 8 et 20 le nombre de manifestants tués ce jour-là à Aba ». Selon un moine, plusieurs centaines de moines ont été interpellés par la police puis relâchés rapidement,.

#### Selon un récit sous pseudonyme duNouvel Observateur
Le site Internet du Nouvel Observateur a publié un article signé du pseudonyme Carlo Blanco et présenté par la journaliste Ursula Gauthier comme étant le « récit » – fait par « un Français qui connaît bien le Tibet » – d'un périple qui l'aurait conduit « à Lhassa et dans les régions tibétaines rattachées à diverses provinces chinoises ». Il a choisi l'anonymat pour « ne pas mettre en danger les personnes (...) rencontrées ».
Selon les témoignages qu’il a pu recueillir, il y aurait eu au moins 200 morts à Lhassa.
À Kardzé, à la suite des troubles à Lhassa, de nombreuses personnes sont sorties dans les rues. La police a tiré, tuant plusieurs personnes, et en arrêtant des centaines. Des soldats en grand nombre et des tanks ont occupé la ville. Les prisonniers ont été maltraités, certains ont perdu la vue. De nombreuses personnes ont disparu. Les nonnes du monastère de Tongkor qui demandaient à la police la libération des prisonniers ont été arrêtées, battues, torturées et se trouvaient en décembre pour la plupart toujours en prison. De nombreux moines et nonnes furent expulsés de leurs monastères, et leurs cartes d'identité furent confisquées, leur interdisant ainsi toute communication et déplacement.
À Rebkong, la police a arrêté et maltraité un grand nombre de moines. Alak Khasutsang, le grand lama du monastère de Rong Gonchen, âgé de 80 ans a tenté d’apaiser les tensions en parlant à la police qui l’a roué de coups. Les membres cassés, il fut transporté à l'hôpital de Xining.

#### Arrestation de 59 Tibétains
Selon les médias officiels chinois 59 tibétains ont été arrêtés, depuis les violences qui ont secoué le Tibet en mars 2008, pour avoir colporté des «rumeurs subversives» contre le gouvernement et le parti .

#### Situation de loi martiale non déclarée à Lhassa en 2009

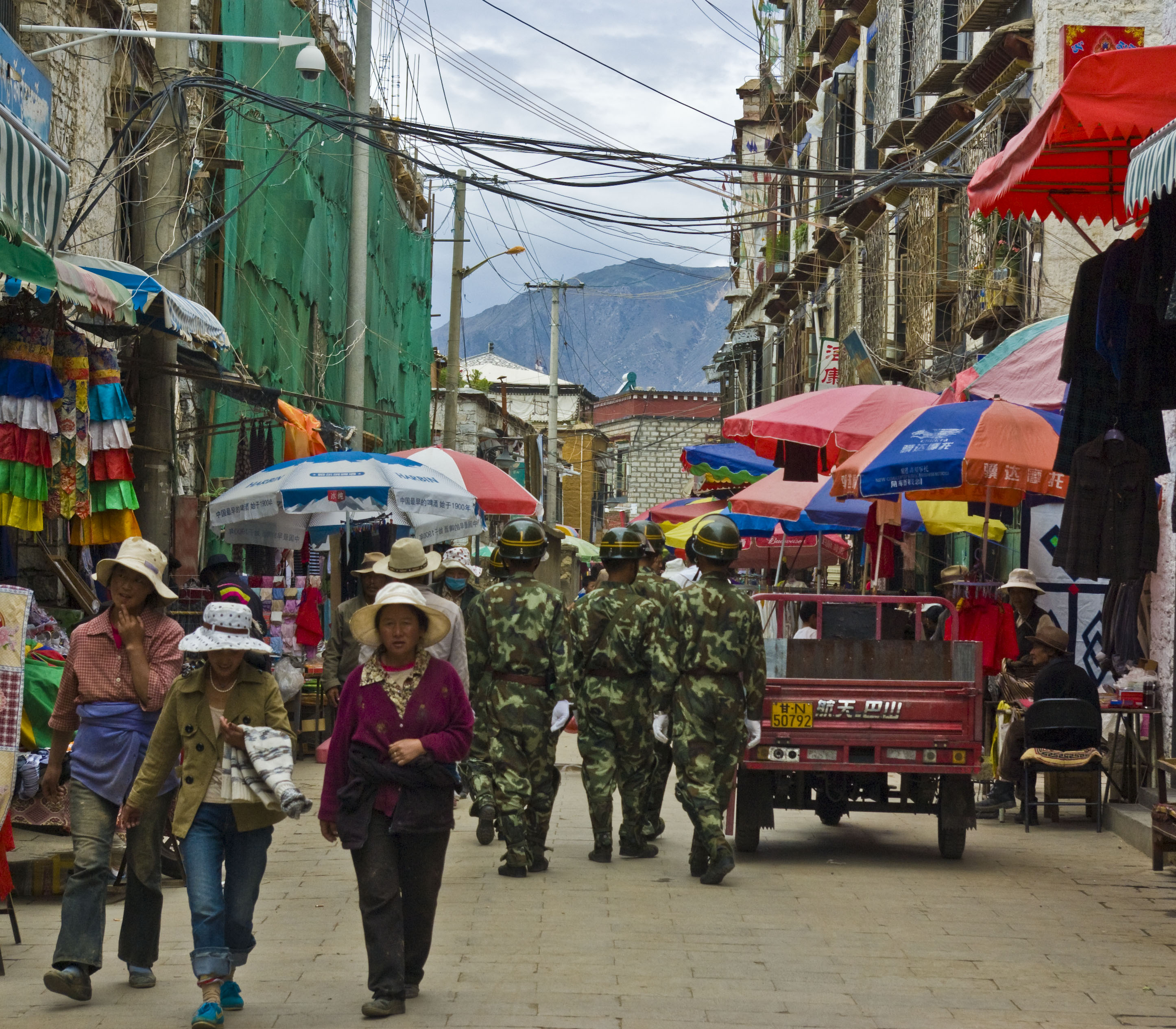
Militaires patrouillant dans une rue Lhassa, 2009

Selon un témoignage d'un Tibétain ne souhaitant pas être identifié, la situation à Lhassa est très mauvaise en novembre 2008: il y a des troupes armées partout, les pèlerins tibétains sont renvoyés dans leurs régions d'origines. Selon Lobsang Sangay, un juriste tibétain de l'université Harvard, la situation à Lhassa s'apparente à une loi martiale non déclarée.

#### Renforcement des dispositifs de rééducation des moines tibétains
Le photographe Gilles Sabrié indique que les autorités chinoises ont renforcé les dispositifs d'éducation politique. Les séances de rééducation conduisent les moines du monastère de Labrang à lire une forme d'éducation patriotique ou réforme de la pensée,. Selon le gouvernement tibétain en exil, des séances similaires se déroulent au monastère de Drepung qui est, à la suite des troubles en 2008, toujours fermé début 2009.

#### Manipulation chinoise
L'analyse des films vidéos pris lors des manifestations révèle d'étranges manifestants. Un officier de police armé de couteaux et déguisé en manifestant y a été reconnu. Il pourrait s'agir de manipulation des fractions dures du parti communiste chinois visant à envenimer la situation. La question étant de savoir pourquoi cette information a été divulguée aux diplomates occidentaux.

#### Récit d'Élisa Haberer
Dans le mensuel Géo de février 2009 : Tibet Voyage à l'intérieur d'un pays confisqué la photographe française d'origine chinoise Élisa Haberer décrit la situation au Tibet oriental en novembre 2008. Ainsi elle rapporte ses entretiens avec des tibétains qui restent anonymes par peur des représailles de la part des Chinois : « Ici à Aba, soixante dix personnes sont mortes, trois cents sont portées disparues, huit mille moines ont été arrêtés ». Un autre Tibétain, responsable d'une ONG indique « Vingt-huit mille moines de la préfecture de Kandze ont été expulsés des monastères. Dans un village voisin 200 personnes ont disparu. Officiellement, il n'y a eu que sept morts».

#### Neuf moines de Samye sont emprisonnés pour avoir manifesté; un suicide
Le 10 février 2009, le Tibetan Centre for Human Rights and Democracy (TCHRD) a affirmé que, 9 moines suivant des études au monastère de Samye ont été condamnés à des peines de 2 à 15 ans de prison pour avoir participé aux brèves manifestation du 15 mars 2008 mars qui se sont tenues devant le siège principal administratif du gouvernement de Samye dans le comté de Dranang où les moines ont été rejoints par des centaines de Tibétains exigeant la liberté religieuse, les droits de l’Homme pour les Tibétains et le retour du dalaï-lama au Tibet. Ils ont été détenus au centre de détention du Bureau de sécurité publique (PSB) du Lhoka. Le 19 mars 2008, un moine qui venait du monastère de Dorje Drak, Namdrol Khakyab, s'est suicidé laissant un message où il parlait de la répression insupportable du régime chinois, clamant l'innocence des autres moines du monastère et prenant l'entière responsabilité de la manifestation.

#### Vidéos diffusées par le gouvernement tibétain en exil un an après les évènements
Le 20 mars 2009, le gouvernement tibétain en exil a diffusé des vidéos où l’on voit des manifestants affrontant les forces de l'ordre être ensuite roués de coups. Une autre vidéo montre un jeune Tibétain qui a été torturé, puis relâché sans avoir reçu de soins médicaux, et qui est mort le 19 juin 2008. Des « funérailles célestes » de la tradition tibétaine organisées pour le défunt ont montré que le jeune homme aurait été brûlé, battu avec une matraque électrique et un clou aurait été planté dans son talon droit, avant qu’il soit relâché. Une 3e vidéo montre des troupes chinoises quadrillant Lhassa actuellement,.
Un responsable du gouvernement de la région autonome du Tibet a déclaré que cette vidéo était un faux fabriqué à partir d'éléments disparates. Rejetant les affirmations concernant Tandar, il a affirmé que ce dernier était mort de maladie chez lui en attendant son procès pour avoir agressé un agent de police avec un couteau. Selon ce responsable, le blessé de la vidéo n'était pas Tandar et les blessures étaient contrefaites.

#### Bilan un an et demi après les évènements selon le dalaï-lama
Le 4 août 2009, le dalaï-lama appelle à nouveau à une enquête internationale, déclarant que « sans doute plus de 1000 personnes » auraient perdu la vie, et 4 000 Tibétains seraient emprisonnés sans jugement et sans nouvelles .

#### Mort sous la torture
Phuntsok Lhundup, un moine du monastère de Drepung, âgé de 32 ans, qui fut arrêté le 10 mars 2008 lors des manifestations non-violentes à Lhassa, est mort en détention en août 2009 à la suite de tortures. Selon le Centre tibétain pour les droits de l'homme et la démocratie, le moine serait décédé du fait de tortures, de mauvais traitements et de l'isolement qu’il a subis. On ignore ce qu’est devenu Samdup, frère de Phuntsok Lhundup, et affilié au même monastère également arrêté le même jour.

## Bilan matériel
Le 22 mars, le gouvernement régional du Tibet a confirmé le bilan matériel des émeutes du 14 mars à Lhassa : 

« Les émeutes ont eu pour résultat le pillage de magasins, et l’incendie de commerces, de véhicules et de résidences. Des émeutiers ont mis le feu à sept écoles, cinq hôpitaux et 120 résidences. 84 véhicules ont été incendiés et 908 boutiques pillées. Les pertes sont estimées à plus de 244 millions de yuans (environ 34,59 millions de dollars). »
Les biens des commerçants hans et huis n'ont pas été les seuls à être touchés par les émeutes, à ce qui ressort d'un article publié le 15 avril 2008 sur le site Chinaview. Ainsi, au marché de Chomsigka, 21 maisons et 4 magasins appartenant à des Tibétains de souche ont été incendiés et détruits.

## Réactions du gouvernement chinois
Les autorités chinoises ont répondu en déployant la Police armée populaire le troisième jour des mouvements de protestation, et en fermant les monastères. Le Tibet et les zones tibétaines voisines ont été fermés à la presse ; des journalistes, aussi bien étrangers que de Hong Kong, en ont été expulsés. De son côté, le général Yang Deping a affirmé que les troupes de l’Armée populaire de libération n’interviendraient pas,.
Les autorités chinoises se sont par ailleurs déclarées inquiètes que les manifestations tibétaines puissent inciter les activistes ouïghours de la région autonome voisine du Xinjiang à organiser également des manifestations de rue.
Le chef du gouvernement de la Région autonome du Tibet, Jampa Phuntsok affirme « Nous n’avons pas ouvert le feu », et accuse la « clique » séparatiste du dalaï-lama d’être responsable de ces troubles, il précisera le 17 mars : « Ni port ni usage d’armes destructives par le personnel de sécurité dans les émeutes à Lhassa ».
Zhang Qingli, secrétaire du Comité de la Région autonome du Tibet du Parti communiste chinois, a déclaré le 18 mars : « Actuellement, nous menons une lutte intense de sang et de feu contre la clique du dalaï-lama, une lutte à mort ». Le premier ministre chinois Wen Jiabao a affirmé le même jour avoir « les preuves » que les émeutes de Lhassa avaient été « fomentées et organisées par la clique du dalaï-lama » pour « saboter les Jeux olympiques » de Pékin en août.
Cependant, selon James Miles sur place, il n’y avait aucun signe d’une activité organisée.
Le Quotidien du Peuple (organe de presse officiel du Comité central du Parti communiste chinois), dans un article du 7 avril sur son site web en français, rapporte que « le département de l’Organisation du Comité central du Parti communiste chinois (PCC) a appelé les membres du Parti et les officiels des régions tibétaines à jouer un rôle actif dans le maintien de la stabilité sociale tout en étant plus fidèles ». Il a notamment « appelé les organes du Parti des régions concernées à renforcer le patriotisme et la conscience morale des membres du Parti et des officiels afin qu’ils restent fidèles lors des tentatives sécessionnistes ».
Toujours selon le Quotidien du Peuple, dans un article du 14 avril sur ce même site, « un groupe de travail de formation juridique a été envoyé au monastère de Drepung à Lhassa pour rétablir l’ordre religieux », et « d’autres groupes de travail ont également été envoyés dans d’autres monastères pour maintenir la stabilité sociale, sauvegarder les intérêts fondamentaux du public et assurer l’ordre normal des activités bouddhiques ». Le but de ces « groupes de travail » était de « renforcer la vulgarisation et l’éducation sur le système légal du pays dans les monastères et ils ont obtenu des progrès satisfaisants dans leur travail ».
Le 16 avril 2008, un journaliste chinois remarque que « Dans l’état actuel des choses, c’est dans le refus d’une partition du pays et le soutien aux Jeux olympiques de Pékin par des actes réels [ce qui résume la position du dalaï-lama] que se trouve peut-être une amorce de dialogue entre les deux parties. ».
Selon Le Monde, qui reprend un article du Quotidien du Tibet du 21 avril, le parti communiste chinois « a lancé une campagne d’éducation politique de deux mois au Tibet pour venir à bout des velléités d’émancipation et de la popularité du dalaï-lama » : cette campagne, qui, selon Le Quotidien du Tibet, « s’appuiera notamment sur des programmes de télévision et des séances de dénonciations collectives », vise à « unifier la pensée, assurer la cohésion des dirigeants et des masses, accentuer la lutte contre le séparatisme et répondre aux complots séparatistes de la clique du dalaï-lama ».
Au Tibet, selon des sources proches des Tibétains en exil, les religieux seraient systématiquement obligés par les autorités de dénoncer le dalaï-lama.
Fin août, les forces de sécurité seraient toujours présentes devant le Jokang à Lhassa selon phayul.com .
Fin septembre, six mois après les troubles au Tibet, Qin Yinzhi (numéro deux du gouvernement de la région autonome du Tibet) et Wang Binyi chef de la police de Lhassa ont été limogés.

## Réactions du11epanchen-lama et de la12eSamding Dorje Phagmo
Le 11e panchen-lama désigné par les autorités chinoises mais non reconnu par les exilés tibétains, Gyancain Norbu, a prononcé une déclaration condamnant les troubles : « Les actes des émeutiers ont non seulement nui aux intérêts de la nation et du peuple, mais également violé l’esprit du bouddhisme. Nous sommes résolument opposés à toute activité qui vise à diviser le pays et à saper l’unité ethnique. Nous condamnons fermement le crime d’un petit nombre de gens qui ont brisé les vies et les biens du peuple ».
Selon une dépêche de Reuters du 29 avril et reprenant l'agence Chine nouvelle, la 12e Samding Dorje Phagmo, choisie comme incarnation de la déesse Vajravarahi à l'âge de cinq ans, supérieure du monastère de Samding et également vice-présidente du Comité permanent du Parlement régional de la RAT, a condamné depuis Pékin les émeutiers : « En voyant à la télévision un tout petit nombre de gens sans scrupules brûlant et fracassant des magasins, des écoles et le bien de la collectivité, brandissant des couteaux et des bâtons pour attaquer de malheureux passants, j'ai ressenti une surprise extrême, un chagrin profond et un ressentiment mêlé d'indignation », a-t-elle déclaré, ajoutant que « Les péchés du dalaï-lama et de ses partisans violaient gravement les enseignements et préceptes fondamentaux du Bouddhisme et nuisaient gravement à l'ordre normal et à la bonne réputation du Bouddhisme tibétain traditionnel ».
Dans une analyse des propos attribués par l'agence Chine nouvelle à Samding Dorje Phagmo, l'écrivain Bill Weinberg rappelle que le dalaï lama a rejeté les allégations de Pékin.

## Réactions du dalaï-lama et du gouvernement tibétain en exil
Le dalaï-lama déclare le 16 mars, lors de sa première intervention publique depuis le début des manifestations, être « très très inquiet » quant à la tournure des événements et qu’il est « de la responsabilité morale de la communauté internationale de rappeler au gouvernement chinois d’être un hôte convenable ».
Le lundi 17 mars, le Parlement tibétain en exil avance un bilan estimé à plusieurs centaines de morts depuis le début des manifestations et demande l’attention des Nations unies et de la communauté internationale. Lhassa est placée sous surveillance policière, tout comme les enclaves tibétaines du Sichuan et de Gansu. Le dalaï-lama déclare que « la nation tibétaine fait face à un grave danger. Que la Chine le reconnaisse ou non, il y a un problème ».
Le gouvernement tibétain en exil s’est déclaré « hautement préoccupé » par des informations « émanant des trois régions du Tibet et faisant état de personnes tuées au hasard, de blessés et d’arrestations de milliers de Tibétains qui manifestaient pacifiquement contre la politique chinoise ».
En réponse aux accusations chinoises, le dalaï-lama nie toute responsabilité et déclare que ces manifestations ne sont que l’expression d’un « profond ressentiment » des Tibétains à l’égard du pouvoir chinois.
Le 18 mars, Tenzin Gyatso, le 14e dalaï-lama a déclaré : « Puisque le Gouvernement chinois m’a accusé d’orchestrer ces manifestations au Tibet, j’appelle à une investigation minutieuse par un organisme respecté, qui doit inclure des représentants chinois, pour examiner ces allégations. Un tel organisme devrait visiter le Tibet, les secteurs tibétains traditionnels hors de la Région autonome du Tibet, et aussi l’Administration tibétaine Centrale ici en Inde. Pour que la communauté internationale, et surtout le plus d’un milliard de Chinois qui n’ont pas accès à une information non censurée, découvrent ce qui s’est vraiment passé au Tibet, ce serait extraordinairement utile que des représentants de la presse internationale entreprennent aussi de telles investigations. »
Il a également répété ce qu’il avait déjà dit à Jonathan Mirsky, journaliste de The Observer en 1987 : si la majorité des Tibétains au Tibet avaient recours à la violence dans leur lutte pour la liberté, il n’aurait pas d’autre option que de démissionner de sa fonction de porte-parole du peuple tibétain.
Le 28 mars, le dalaï-lama a lancé un Appel au peuple chinois, pour aider à dissiper les malentendus entre Tibétains et Chinois, et pour aider à trouver une solution pacifique et durable au problème du Tibet par le dialogue dans un esprit de compréhension et de conciliation.
Le 1er avril 2008, la Chine a intensifié ses accusations contre les partisans du dalaï-lama, les accusant de planifier des attaques-suicides. Le premier ministre du gouvernement tibétain en exil, Samdhong Rinpoche, a réfuté ces allégations, affirmant : « Les exilés tibétains sont totalement engagés dans la non-violence, à 100 %. Il n’est pas question d’attentats-suicide. Mais nous redoutons que des Chinois se déguisent en Tibétains et projettent de tels attentats pour faire une mauvaise publicité aux Tibétains ».
Le 2 avril, le dalaï-lama a appelé « les dirigeants mondiaux, les parlementaires, les ONG et les populations » à réclamer « un arrêt immédiat de l’actuelle répression » ainsi que « la libération de tous ceux qui ont été arrêtés ou interpellés ».
Le 2 avril, dans un entretien sur Radio France internationale, Dawa Tsering, secrétaire adjoint du Département de l’information et des relations internationales du gouvernement tibétain en exil, répond ainsi à la question « Pourquoi le dalaï-lama n’a-t-il pas condamné les violences commises par les émeutiers ? » :
« Tout d’abord, je dois préciser que les Tibétains ont été non violents de bout en bout. Dans l’optique tibétaine, la violence nuit à la vie. Dans les vidéos, on voit les émeutiers tibétains battre des Chinois hans, mais ils n’ont fait que les battre, les Chinois hans étaient libres de s’enfuir. Donc il n’y a eu que des gens battus, la vie a été épargnée. Ceux qui ont été tués, l’ont tous été par accident. Dans les vidéos diffusées par le gouvernement chinois, on voit clairement que lorsque les Tibétains martèlent leurs portes, les Chinois hans vont tous se cacher à l’étage. Lorsque les Tibétains mettent le feu aux bâtiments, les Chinois hans restent cachés au lieu de s’échapper, si bien que ces Chinois hans sont accidentellement brûlés vifs. Ceux qui ont mis le feu, pour leur part, n’avaient aucune idée du fait qu’il y avait des Chinois hans se cachant à l’étage. Donc non seulement des Chinois hans ont été brûlés vifs mais aussi des Tibétains. Donc tous ces incidents sont de accidents, pas des meurtres ».
Le 6 avril, dans une déclaration, le dalaï-lama donne ses recommandations à l’ensemble des Tibétains à l’intérieur du Tibet et en exil. Il y réaffirme sa position politique, notamment pour l’arrêt des répressions chinoises et en faveur de la non-violence.
Le 11 avril, en visite au Japon, le dalaï-lama a réitéré son appel pour une enquête internationale sur les répressions sévères de la Chine, qualifiant la version des événements présentée par Pékin de « déformée »
.
Le 24 avril, le dalaï-lama a déclaré qu’il avait écrit au président chinois Hu Jintao lui demandant d’accepter la visite de ses émissaires pour calmer la situation au Tibet, la lettre adressée le 19 mars est restée sans réponse.
À la même date, le Dalai Lama fait appel à tous les Bouddhistes chinois
Le 29 avril, le porte-parole du gouvernement en exil Thubten Samphel réaffirme ce qu’avait déjà exprimé le dalaï-lama lors de son Appel au peuple chinois du 28 mars : « Nous ne sabotons pas les Jeux », mais et il retourne les accusations contre leurs auteurs : « si quelqu’un le fait, c’est la Chine elle-même par ses mesures répressives au Tibet. Nous demandons aux autorités chinoises de permettre à des organisations internationales respectées de découvrir qui est derrière les troubles ».
Le 12 mai, le 14e Dalai Lama demande à la Chine et la Communauté internationale d’autoriser la présence de média indépendant au Tibet.

## Réactions d'intellectuels chinois
Le 22 mars 2008, Wang Lixiong, Liu Xiaobo et 28 autres intellectuels chinois ont lancé un appel demandant au gouvernement chinois d'infléchir sa politique au Tibet et soutenant l'appel du dalaï-lama en faveur de la paix. Les intellectuels chinois demandaient aussi les preuves mentionnées dans la déclaration du gouvernement chinois qualifiée de propagande selon laquelle « il existe suffisamment de preuves pour démontrer que la clique du dalaï-lama a organisé, prémédité et planifié dans le moindre détail » les événements de 2008,.
Chen Daojun a publié trois articles traitant des troubles au Tibet en 2008, le 5 novembre 2008, la cour populaire de Jintang (Sichuan) a jugé Chen Daojun pour « séparatisme » en raison de ces articles sur le Tibet. Lors du procès, son avocat, Zhu Jiuhu, a plaidé en affirmant que Chen Daojun n'avait commis aucun crime, et que le 14e dalaï-lama ne demandait pas l'indépendance, mais une autonomie significative pour le Tibet, indiquant que cela n'est pas contraire à la Constitution chinoise, et qu'au contraire, le gouvernement chinois n'honorait pas l'accord en 17 points signé sous la contrainte par les représentants tibétains en 1951. Zhu Jiuhu a aussi remis en question la thèse officielle des autorités chinoises qui ont prétendu que les troubles au Tibet était le résultat d'une conspiration de la « clique du dalaï » pour obtenir l'indépendance,.
Selon le dalaï-lama, un nombre croissant d'intellectuels chinois exprime sa solidarité avec la cause tibétaine depuis les troubles au Tibet en 2008,.
Un an après les manifestations, Gongmeng (ou Open Constitution Initiative), une organisation non gouvernementale chinoise, publia les résultats d'une enquête menée par quatre chercheurs chinois d’ethnie Han dans le Gansu, ainsi que dans la Région autonome du Tibet, à Lhassa, qui remet en cause la version officielle des autorités chinoises.
Zhang Boshu, professeur à l'Académie des sciences sociales, proche de Gongmeng affirma à l’occasion de la publication de cette enquête : « Le problème du Tibet est avant tout une question des droits de l'homme. Mais ce n'est pas que cela. Les violations des droits de l'homme sont un effet, et non une cause. La cause du problème du Tibet, c'est un système dictatorial irrationnel ».

## Réaction des Tibétains: campagne d'annulation du Nouvel an tibétain en 2009
En 2009, les Tibétains en exil ont décidé d’annuler les célébrations du Losar, le Nouvel an tibétain, en solidarité avec les Tibétains ayant souffert du fait des troubles au Tibet en 2008 ,. The Times fait état de témoins lui ayant rapporté qu'à Lhassa, début février, des douzaines de Tibétains qui s’opposaient à la célébration du Nouvel an avaient été arrêtés par les autorités . Selon le New York Times, malgré des incitations officielles à plus de festivité, les Tibétains « fêtent » un Losar 2009 austère en souvenir des troubles alors que la télévision d'État montrent des habitants de Lhassa en train de danser, de faire sauter des pétards et de fêter le Nouvel an en famille . Selon l’écrivain sino-tibétain Woeser, la campagne de boycott du Losar est née au Tibet 

### Nouvel an tibétain de 2010
Selon le dalaï-lama et le site Phayul.com, en 2010 également des Tibétains endeuillés par les meurtres liés aux troubles de 2008 ont souhaité que Losar ne soit pas célébré, des Tibétains du Ngaba ont célébré un nouvel an endeuillé ,.
Selon l'agence Chine nouvelle, les Tibétains se rendent en foule dans les temples pour le nouvel an tibétain. Il y a eu plus de 100 000 pèlerins au seul temple de Jokhang, indique Lama Dawa qui y officie.

## Dialogue entre le gouvernement chinois et le gouvernement tibétain en exil
Des représentants chinois et tibétains se sont rencontrés à sept reprises entre 2002 et 2007 sans qu’aucune ébauche de solution n’ait été trouvée.
Le dimanche 4 mai pour la première fois depuis les troubles du mois de mars, les deux parties se sont à nouveau retrouvé à Shenzhen dans la province de Canton, pour une entrevue à huis clos. Les deux représentants tibétains étaient Lodi Gyari et Kelsang Gyaltsen, 2 émissaires du dalaï-lama. Du côté chinois, étaient présents Zhu Weiqun et Sithar, hauts responsables du Département du Front uni du Parti communiste. Sithar d’ethnie tibétaine, est un ancien diplomate en Suisse et vétéran des discussions sino-tibétaines. Cette rencontre n’a débouché sur aucune décision concrète, sinon celle de poursuivre les discussions ultérieurement.
Les émissaires du Dalaï Lama s’entretinrent ensuite avec le Dalaï Lama, et firent une conférence de presse.

## Manifestations internationales pro-tibétaines et pro-chinoises
Dans le monde, des manifestations se produisent à New York, Taipei et dans plusieurs capitales européennes afin de dénoncer la répression de Pékin au Tibet. D'autres manifestations s'organisent pour dénoncer les mensonges du Dalai Lama et les faux reportages des médias occidentaux.

### À Taïwan

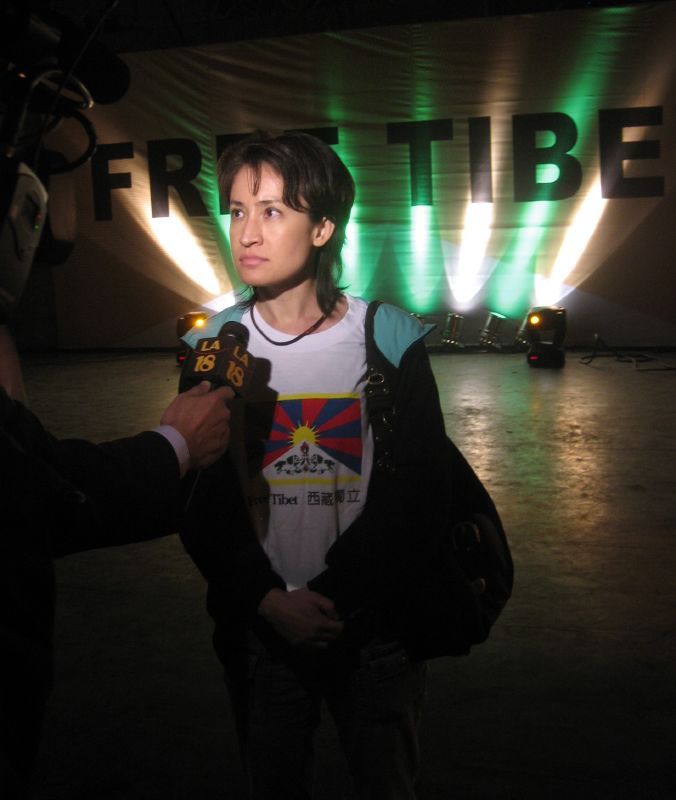
Hsiao Bi-khim, députée taïwanaise, en mars 2008, lors d'une manifestation en soutien au Tibet à Taipei

En soutien aux Tibétains au Tibet, une manifestation lumineuse s’est tenu sur la Place de la Liberté (自由廣場) à Taipei le 17 mars 2008, et fut organisé par l’association « Taiwan Friends of Tibet » « Tibet Religious Foundation of HH the Dalai Lama ».
Une autre manifestation fut organisée le 19 mars au Parc Da'an, par le Parti démocrate progressiste (Taïwan) au moment de la campagne de Frank Hsieh pour les élections.

### En Inde
Des centaines de Tibétains en exil en Inde étaient partis le 10 mars de Dharamsala vers la frontière chinoise pour réclamer la liberté au Tibet. Le 13 mars, la police a arrêté une centaine de Tibétains en exil qui marchaient vers le Tibet afin de manifester contre la répression chinoise. Le 15 mars, 44 autres Tibétains prirent le relais de la marche et furent rejoints par les marcheurs relâchés après 14 jours de détention.

### Au Népal

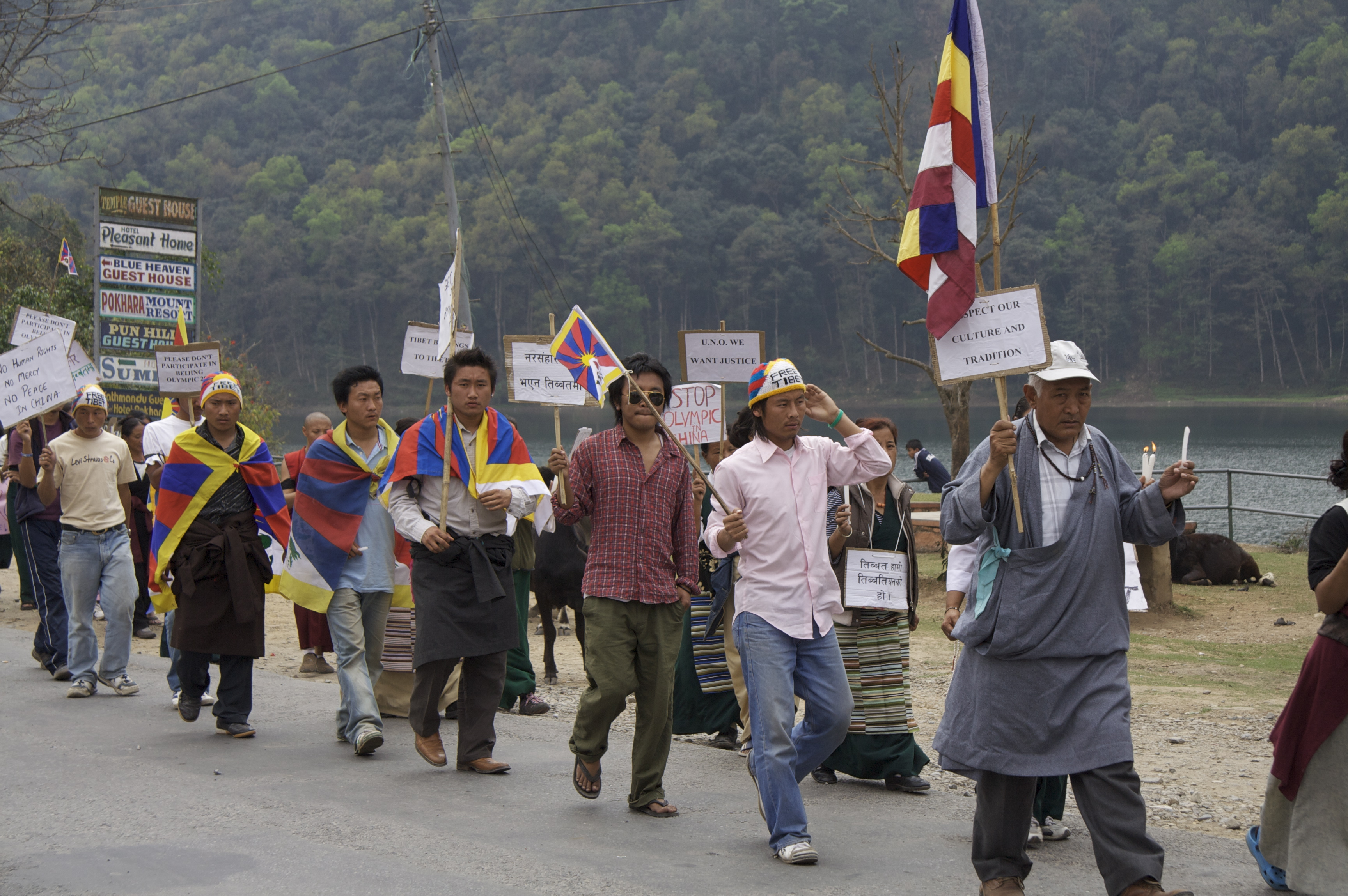
Manifestation de Tibétains à Pokhara, au Népal

Le 24 mars 2008, au Népal où vivent 20 000 Tibétains en exil, une manifestation a réuni environ 500 tibétains portant des pancartes « Tibet libre ». L’un d’entre eux a déclaré à l’AFP : « Nous allons continuer nos manifestations. Les Chinois ne peuvent pas tuer impunément des Tibétains ». Cette manifestation a été violemment réprimée par la police népalaise et 245 personnes ont été arrêtées, entraînant les protestations de l’association Human Rights Watch.
Selon le site créé par des étudiants chinois anti-cnn.com, certains journalistes occidentaux, notamment en Allemagne avec la chaîne N-tv, le journal Bild Zeitung et le site en ligne de la RTL, et aux États-Unis avec le Washington Post, ont utilisé ces images en prétendant qu’il s’agissait de répression policière à Lhassa au Tibet.[réf. nécessaire]

### En France

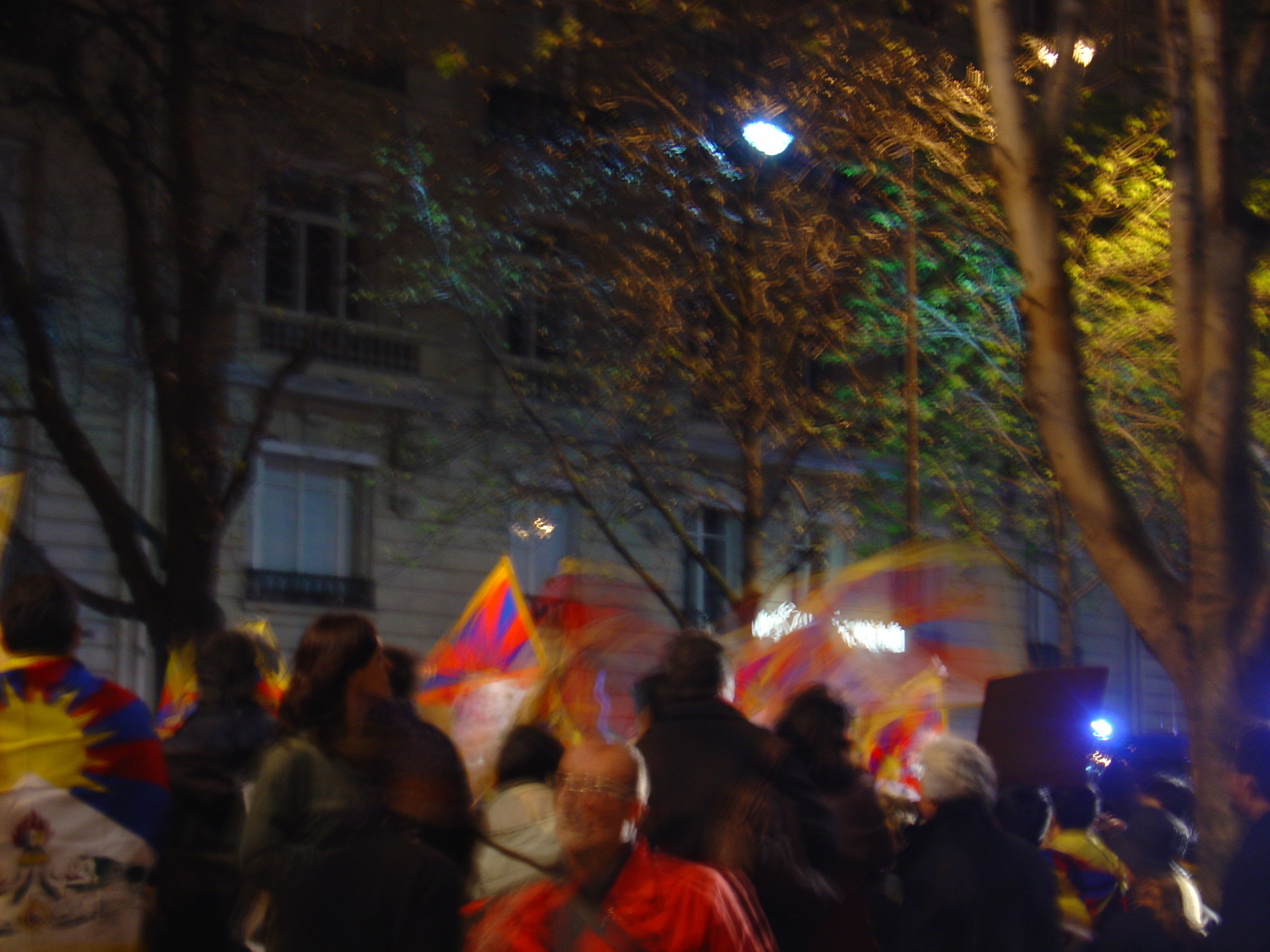
Manifestation solidaire du gouvernement tibétain en exil devant l’ambassade de Chine à Paris le 16 mars 2008.

Le dimanche 16 mars 2008, 500 manifestants, dont des députés et des personnalités se sont rassemblés devant l’ambassade de Chine à Paris, avenue George-V. Un manifestant parvient à escalader le bâtiment et à remplacer le drapeau chinois par un drapeau tibétain, la police utilise alors des gaz lacrymogènes,

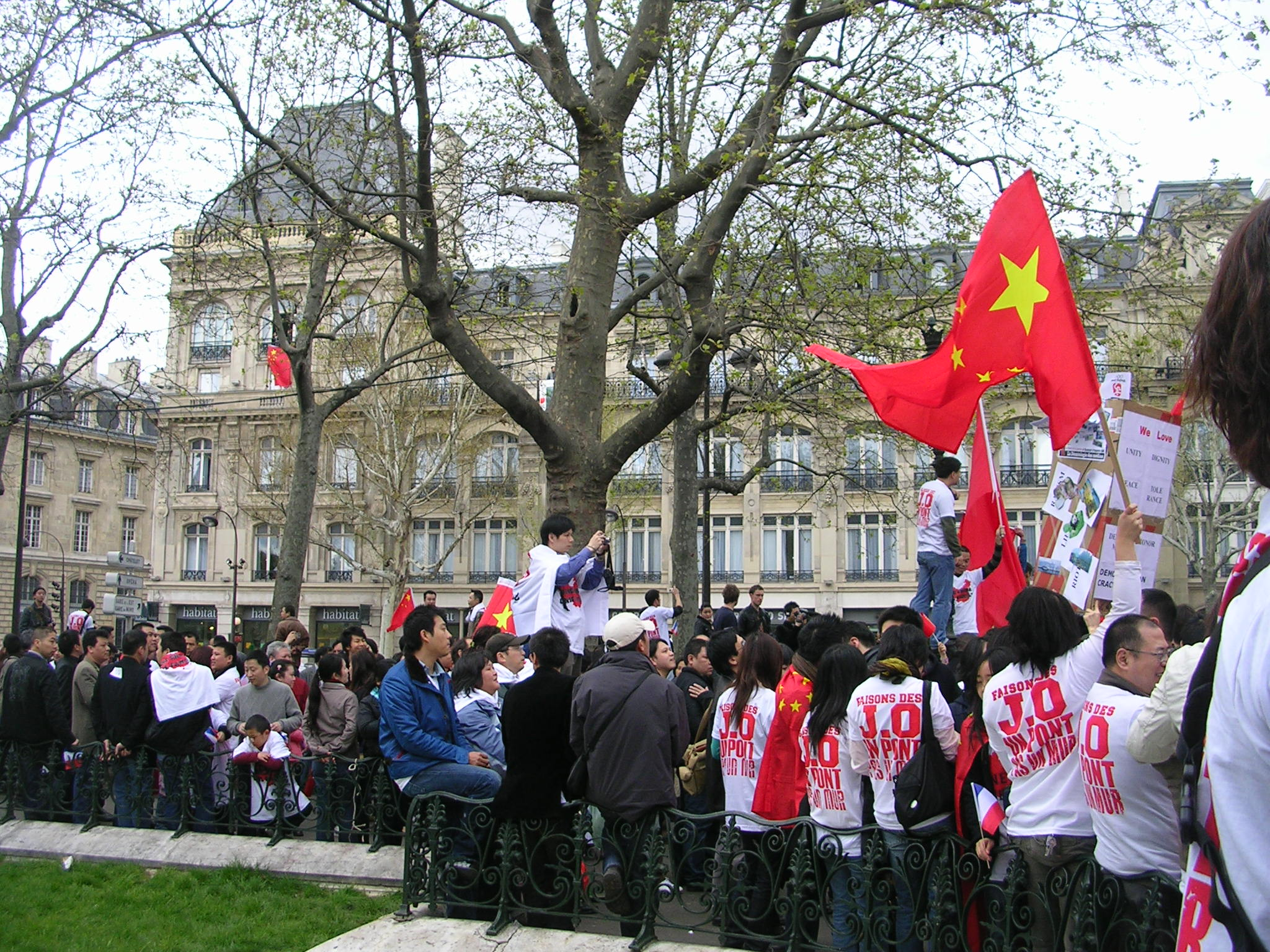
Manifestants chinois soutenant les JO de Pékin à Paris en avril 2008, et arborant un t-shirt sur lequel est inscrit « One China, One family » et au verso « Faisons des JO un pont, pas un mur ».

.
Le 19 avril, la communauté chinoise et des étudiants chinois en France organisent une manifestation à Paris (7 000 personnes selon les organisateurs, 4 000 selon la police et « plusieurs centaines de personnes » selon le Nouvel Observateur). Arborant des drapeaux de la RPC, de la RC et de la France, ils scandent les slogans « La liberté de la presse, ce n’est pas mentir », « Un peuple, une seule Chine ». Un appel est lancé pour construire un pont et non un mur entre les peuples français et chinois,. Selon le magazine Marianne, cette manifestation pro-chinoise aurait été organisée par l’ambassade de Chine. Des manifestations semblables ont également eu lieu à Londres, Berlin et Vienne ainsi qu’à Los Angeles .[pertinence contestée]

### En Chine
Fin avril 2008, plusieurs manifestations anti-françaises éclatent devant les supermarchés Carrefour à Xi'an, Harbin, Jinan, Qingdao et Wuhan. L’enseigne Carrefour, accusée de soutenir activement le Dalai Lama, cristallise le ressentiment des Chinois (la direction de Carrefour a démenti, il ne s’agirait que d’un actionnaire) à la suite des événements survenus lors du Relais de la flamme olympique 2008 à Paris. La mairie de Paris a notamment déployé un drapeau tibétain et fait citoyen d’honneur le dalaï-lama., initiatives qui ont été un temps assimilées à la position de la France par les Chinois. Il s’agit des plus importantes manifestations nationalistes en Chine depuis celles contre les États-Unis en 1999, après le bombardement de l’ambassade chinoise de Belgrade, ou contre le Japon au printemps 2005, et les premières dirigées spécifiquement contre la France depuis l’établissement des relations diplomatiques en 1964. Les revendications sont principalement « Contre l’indépendance du Tibet », « Boycott des produits français », « Soutenez les Jeux olympiques » et « Condamnez CNN ». Certains manifestants chinois brûlent des drapeaux français, d’autres y dessinent des croix gammées, revendiquent une « Corse libre » et traitent Jeanne d'Arc de prostituée,. Du côté français, ces manifestations et insultes ne donneront pas lieu à réaction particulière.

### En Suisse
Une manifestation de soutien aux Jeux olympiques et aux victimes du tremblement de terre a été organisée à Lausanne le 25 mai 2008 par une association d'amitié chino-suisse nouvellement crée. C'est le plus grand rassemblement Chinois connu en Suisse. Les organisateurs ont été déçus par l'absence totale des médias qui avaient été invités.

### Aux États-Unis
500 Chinois manifestent à l'université de Washington, alors que le dalaï-lama est en train d'y prononcer un discours, ils protestent contre les mensonges du dalaï-lama et les faux reportages des médias occidentaux.
Un slogan est déployé par avion : « Dalaï : votre sourire est charmant, mais vos actes blessent »
Le 10 avril 2008, lors d'une confrontation entre manifestants pro-tibétains et pro-chinois sur le campus de l'université Duke, Wang Qianyuan, une jeune étudiante chinoise, incite les deux parties à dialoguer. Le site internet officiel de la télévision publique chinoise l'a qualifiée de « plus horrible étudiante chinoise à l'étranger » et elle est victime de Renrou sousuo.

## Réactions internationales
Le 15 mars, l’Union européenne et les États-Unis ont fait part de leur préoccupation et la Maison-Blanche a appelé les autorités chinoises à « respecter la culture tibétaine et à « engager le dialogue avec le dalaï-lama ».
L’Union européenne a demandé à la Chine de faire preuve de retenue et de respecter les droits de l’homme, les 27 nations européennes ne s’étaient pas encore accordées sur une déclaration. Javier Solana, le représentant de l’UE pour les affaires étrangères, ridiculisa l’idée que les Européens pourraient boycotter les Jeux olympiques de Pékin en raison des événements au Tibet, affirmant que lui-même avait prévu d’y aller. Le haut commissaire de l’ONU pour les droits de l’homme, Louise Arbour, a demandé au gouvernement chinois de permettre aux protestataires « d’exercer leurs droits pour la liberté d’expression et de réunion » et de ne pas utiliser de force excessive ou de mauvais traitement sur les individus arrêtés. Le secrétaire général Ban Ki-moon a demandé une « résolution pacifique » du conflit et a déclaré qu’il n’y aurait pas d’intervention de l’ONU.
Lors de la session du 25 mars du Conseil des droits de l'homme des Nations unies, les États-Unis, l’Australie ainsi que plusieurs ONG ont été interrompues par la Chine en raison de références au Tibet.
Au terme de la 2e semaine après le début des manifestations de moines tibétains à Lhassa, les réactions internationales étaient encore mesurées, les grandes puissances voulant préserver leur bonnes relations avec la Chine, partenaire économique d’importance. À part quelques protestations et appels à la retenue, aucune mesure concrète n’avait encore été prise.
Modèle:Lien web connexe

### En France
- Le 17 mars, le Groupe d'information internationale sur le Tibet du Sénat demanda au Gouvernement français de demander la fin des massacres et la libération des prisonniers[209].
- Le 18 mars, le chef de la diplomatie française Bernard Kouchner a déclaré que la France n’était pas favorable à un boycott de la cérémonie d’ouverture des Jeux olympiques de Pékin ainsi que demandé par Reporters sans frontières. Interrogé sur la difficulté de faire pression sur la Chine quand des intérêts économiques sont en jeu, il a admis « évidemment, ça complique les choses ». Il a souligné que, pour lui, le dalaï-lama avait « une vision très pacifique des choses » et rappelé qu’il « ne demandait pas l’indépendance du Tibet », contrairement à ce qu’affirme Pékin. Il a souligné que la France était l’« amie » de la Chine, un pays avec lequel elle a des « rapports très cordiaux ». Il a jugé que les autorités chinoises devraient accorder « la liberté d’accès pour la presse » au Tibet car « il faut que l’on sache » ce qui s’y passe[210],[211].
- Le même jour, Ségolène Royal s’est dite « profondément choquée de cette espèce d’inertie des nations démocratiques face à ce qui se passe en Chine », au Tibet. « On ne peut pas quand même assister à des assassinats, à des tueries, à des répressions aussi violentes ». La veille elle s’était déjà prononcée en faveur d’une menace de boycott des Jeux olympiques de Pékin « pour que la Chine cesse immédiatement la répression » dans la région[212].
- Le 19 mars, Rama Yade, la secrétaire d’État chargée des Affaires étrangères et des Droits de l’Homme, a déclaré qu’à titre personnel, elle ne serait pas contre un boycott de la cérémonie d’ouverture des JO à Pékin, si la situation se dégradait au Tibet et qu’elle serait « tout à fait disposée et même très heureuse » de recevoir le chef spirituel tibétain s’il venait en France[213],[214].
- Le 21 mars, Le Monde, dans un article intitulé La France évite de critiquer la Chine à propos du Tibet, explique que « l’attitude française tranche avec les positions adoptées par le Royaume-Uni et l’Allemagne », plus engagées, et rappelle que « Paris n’a pris aucune mesure concrète » pour protester contre les évènements au Tibet dans un souci de préserver son « partenariat stratégique et global » avec Pékin. Bien que Nicolas Sarkozy ait présenté la défense des droits de l’homme comme l’une de ses priorités, l’Élysée n’a produit encore aucun communiqué alors que le ministre allemand des affaires étrangères, Frank-Walter Steinmeier, et le premier ministre britannique se sont entretenus téléphoniquement avec leurs homologues chinois afin de réclamer un arrêt des violences au Tibet[215].
- Le 24 mars, le président Nicolas Sarkozy demande au président chinois Hu Jintao « de la retenue et la fin des violences par le dialogue au Tibet ». Le 25 mars, il répond à propos d’un éventuel boycott de la cérémonie d’ouverture des JO : « toutes les options sont ouvertes ». Il explique avoir « un émissaire qui s’est entretenu avec les autorités les plus proches du dalaï-lama » et déclare vouloir que « le dialogue commence » et qu’il « graduera sa réponse en fonction de la réponse qui sera donnée par les autorités chinoises ». Concernant un possible boycott, il répond : « J’adapterai ma réponse aux évolutions qui auront lieu je l’espère le plus rapidement possible. Je ne ferme la porte à aucune éventualité, mais je pense qu’il est plus prudent de réserver mes réponses à l’évolution concrète de la situation. […] J’en appelle au sens de la responsabilité des dirigeants chinois »[216].
- Le 5 avril, Rama Yade, secrétaire d’État aux droits de l’Homme, aurait déclaré dans un entretien au journal Le Monde que le président de la France fixe trois conditions à sa présence à Pékin lors de la cérémonie d’ouverture des jeux : la fin des violences contre la population et la libération des prisonniers politiques, la lumières sur les événements tibétains et l’ouverture du dialogue avec le dalaï-lama[217]; en outre la libération de Hu Jia, un dissident chinois lourdement condamné serait aussi demandé[218]. Elle dément toutefois le jour même avoir employé le terme « conditions »[219]. Bernard Kouchner tente d’éteindre le début de controverse en affirmant le soir sur France 2 que « ce serait vraiment torpiller une éventuelle participation au dialogue que de poser des conditions », « il n’y [sic] pas de conditions et d’ailleurs, Mme Rama Yade a démenti ce mot », « en fonction de l’évolution [de la situation au Tibet], le président décidera (…). La position n’est pas encore arrêtée. »[220]
- Dès le 26 mars, et le 7 avril, tout en se démarquant des manifestations lors du relais de la flamme olympique, le Parti communiste français a appelé la Chine a arrêter la répression au Tibet, s’engager pour les droits de l’homme, et la France a convoquer une réunion des chefs d’État européens[221],[222].
- Le 11 avril, en visite en Inde, Ségolène Royal rencontre Tempa Tsering et Jetsun Pema et propose à nouveau de brandir « La menace de non-participation aux JO», alors que la résolution du problème tibétain est toujours incertaine[223] Tempa Tsering déclare que chaque pays peut boycotter les JO de Pékin même si le dalaï-lama soutient les JO[224].
- Selon un article daté du 23 avril 2008 sur le site en ligne en langue française du Quotidien du Peuple (organe de presse officiel du Comité central du Parti communiste chinois), l’ambassadeur de France à Pékin a déclaré que la Mairie de Paris, qui a fait citoyen d’honneur de la ville de Paris le dalaï-lama, « ne représentait pas le gouvernement français ». L’ambassadeur a réaffirmé par ailleurs que « la France reconnaissait que le Tibet était une partie de la Chine »[225].
- Le 10 juillet 2008, à la suite des menaces de l'ambassadeur de Chine en France, Kong Quan qui avait déclaré qu'une rencontre entre le président français et le chef des exilés tibétains aurait des « conséquences graves », Sarkozy avait laissé entendre qu'il pourrait s'entretenir avec le dalaï-lama et que « ce n'est pas à la Chine de fixer mon agenda, ni de dicter mes rendez-vous. » Mais le 5 août l'Élysée annonce que « le président de la République comprend les raisons qui conduisent le dalaï-lama, compte tenu des circonstances présentes, à ne pas solliciter un entretien durant son séjour au mois d'août en France. » Le jour même lors d'un entretien à l'Agence Chine nouvelle, Nicolas Sarkozy évoquait sa venue en Chine pour la cérémonie d'ouverture des JO et adressait « à cette Chine qui réussit chaque jour davantage », « un message chaleureux d'amitié ; une amitié historique, indéfectible et inébranlable, qui lie le peuple français au peuple chinois ». Il ajoutait « Ma présence à Pékin le confirmera une nouvelle fois : l'amitié entre la France et la Chine est un axe fondamental de la politique étrangère de la France. Elle répond aux aspirations profondes de nos deux peuples, elle est indispensable à la construction d'un ordre international plus juste, plus sûr, plus harmonieux. »[226]

### Au Japon
Le temple japonais de Zenkō-ji a pris la décision de ne pas participer au Relais de la flamme olympique 2008 en solidarité avec les Tibétains,. Le temple a été vandalisé quelques jours plus tard, peut-être à cause de cette décision.

### Aux États-Unis
Dans une lettre adressée le 24 juillet 2008, Barack Obama regrette de n’avoir pu rencontrer le dalaï-lama du fait de ses voyages, et lui réaffirme son soutien en ce moment critique, espérant que sa lettre et la rencontre avec le sénateur John McCain démontreront que l'attention et le soutien américain au peuple tibétain transcendent les divisions politiques.

### En Espagne
Après les troubles au Tibet qui ont débuté en mars 2008, une plainte visant sept responsables politiques et militaires chinois a été déposée le 9 juillet par le Comite de Apoyo al Tibet, la Casa del Tibet et Thubten Wangchen devant la justice espagnole qui s'est déclarée compétente le 5 août. Sont notamment concernés, l'actuel ministre chinois de la Défense nationale, Liang Guanglie, et le chef du Parti communiste chinois au Tibet, Zhang Qingli. Elle vise aussi Wang Lequan — membre du Politburo à Pékin —, Li Dezhu — chef de la Commission nationale des Affaires ethniques —, le General Tong Guishan — commandant de l’Armée populaire de libération à Lhassa — et le général Zhang Guihua. Les plaignants accusent les autorités chinoises « de crimes contre l'humanité par élimination systématique et généralisée de Tibétains, de blessures graves, tortures et disparitions forcées ».
Le 10 janvier 2006, la justice espagnole s’était déjà déclarée compétente concernant une plainte pour « génocide, crimes contre l’humanité, torture et terrorisme contre le peuple tibétain ».
Le 5 mai 2009, le juge d'instruction Santiago Pedraz a annoncé son intention d'interroger huit hauts dirigeants chinois en qualité de « mis en examen », donc de suspects, et non comme témoins. Les interrogatoires seront par la suite remis à l'Audience nationale espagnol qui s’est spécialisé sur les enquêtes sur les crimes de masse commis dans le monde. À la suite de pressions émanant d'Israël, de la Chine et des États-Unis, le Sénat espagnol a été amené, le 19 mai 2009, à limiter la loi de compétence universelle de sorte qu'elle ne s'applique qu'à des cas impliquant des Espagnols ou à des suspects présents sur le territoire de l'Espagne,. Toutefois, cela ne gène nullement la procédure, Thubten Wangchen, un Tibétain en exil possédant la nationalité espagnole.

### L'ONU
Des experts du Comité contre la torture de l'ONU ont demandé la liste des Tibétains emprisonnés à la suite des troubles au Tibet en 2008, et des informations leurs possibilités de défense juridique, ainsi que l'existence d'enquête sur les cas de décès. En outre, le comité a demandé des informations sur la situation de Gendhun Choekyi Nyima mis en résidence surveillée à l'âge de six ans depuis 1995.

## Analyse et réaction des organisations non gouvernementales
Plusieurs organisations ont présenté des rapports basés sur des témoignages provenant des zones de population tibétaine qui n'étaient pas accessibles aux journalistes ou observateurs occidentaux.
Début avril, l’ONG Amnesty International a publié un rapport sur les événements au Tibet où est indiqué « Le climat des manifestations est devenu violent, et des attaques ont été menées contre des personnes uniquement parce qu'il s'agissait vraisemblablement de Chinois Han. Dans certains cas, ces actions ont provoqué des morts et des blessés et ont entraîné des destructions de biens. Amnesty International condamne ces agressions et reconnaît que les autorités chinoises ont le droit et le devoir de protéger tous les individus contre la violence, notamment ceux qui risquent d'être pris pour cible uniquement en raison de leur origine ethnique. L'organisation est toutefois préoccupée par le fait que, pour rétablir l'ordre, les autorités chinoises ont pris des mesures contraires à la législation et aux normes internationales relatives aux droits humains. Elles auraient, entre autres, fait un usage non nécessaire et excessif de la force, en ayant recours notamment à la force meurtrière, à la détention arbitraire et à l'intimidation. »
Remarquant l'absence de procès équitable des manifestants inculpés, Human Rights Watch a émis un avis similaire à celui d'Amnesty le 30 avril.
Selon TibetInfoNet, des sources indépendantes ont témoigné que des pans entiers de la société tibétaine auraient été la cible des forces de sécurité chinoises, dans une entreprise qualifiée de « punitive ». Ces dernières auraient saisi de nombreux objets de valeur, aussi bien dans des monastères que chez des particuliers, notamment statues et autres objets culturels ou religieux, bijoux, ordinateurs, motos. Elles auraient aussi imposé de très fortes amendes aux populations locales, qu'elles aient ou non participé aux manifestations.
Le TCHRD a aussi fait état de mesures punitives mises en place par les autorités chinoises exigeant des membres de l'ethnie tibétaine qu'ils rapatrient leurs enfants scolarisés en exil en Inde.
Le 17 septembre 2008, Lukas Machon de la Commission Internationale des Juristes a demandé aux autorités chinoises d'« informer le Conseil (Conseil des droits de l'homme des Nations unies) au sujet des investigations sur la répression sévère » des troubles au Tibet et a déclaré « la violente répression des manifestations pacifiques au Tibet en mars 2008, y compris les exécutions arbitraires, l'usage de la force non-mortelle excessive par les forces de sécurité et les détentions arbitraires, n'a pas été examiné a cette date »,.
Dans une déclaration commune, la Société pour les peuples menacés, FORUM ASIA (Asia Forum for Human Rights and Development), Asian Indigenous & Tribal Peoples Network et le Mouvement contre le racisme et pour l'amitié entre les peuples, a déclaré : « La crise des droits de l’Homme à laquelle est confrontée le peuple tibétain demande une attention immédiate et nous exhortons le Conseil afin qu'il note la détérioration sérieuse de cette situation » et a demandé que les autorités chinoises reçoivent le haut-commissaire des Nations unies aux droits de l'homme pour qu'il visite les secteurs tibétains.

## Contrôle de l’information en Chine

### Présence de touristes étrangers au Tibet
La région autonome du Tibet est une région très prisée par le tourisme chinois et étranger. En 2007, on dénombrait plus de 4 millions de visiteurs dont 365 000 visiteurs étrangers dans la région du plateau tibétain. Les nombreux touristes présents à Lhassa lors des émeutes des 14 et 15 mars ont été les principaux témoins de ces événements et plusieurs d’entre eux ont mis à la disposition des agences de presse leurs images, vidéos et témoignages grâce à Internet. Ils n’ont été évacués que le 18 mars.
Après les émeutes, le Tibet a fermé ses frontières à tous les touristes pour ne les rouvrir que le 23 avril 2008 aux touristes de Chine continentale, le 1er mai à ceux de Hongkong et de Taiwan et le 25 juin aux touristes étrangers peu après le passage de la flamme Olympique à Lhassa.

### Présence de journalistes étrangers au Tibet
À la suite d'une promesse d'assouplir les réglementations concernant le travail des journalistes étrangers en Chine pendant la période des Jeux olympiques de 2008, une nouvelle loi entre en vigueur le 1er janvier 2008. Les journalistes n'ont plus à être accompagnés ou à être guidés par des officiels chinois au cours de leurs activités journalistiques en Chine, ils n'ont plus besoin d'obtenir la permission des bureaux des affaires étrangères pour couvrir toutes les provinces chinoises. Ils doivent cependant prendre un permis pour certaines provinces comme chaque touriste occidental.
James Miles est le seul journaliste occidental avec un permis officiel qui était présent à Lhassa pendant les émeutes. Il a obtenu ce permis, valable du 12 au 19 mars, avant les premières manifestations de moines commencées le 10 et a ainsi pu couvrir l'actualité au jour le jour en publiant des articles dans le journal The Economist et en accordant une interview à CNN. D'après lui, le fait qu'il ait pu être autorisé à visiter Lhassa, ville que les journalistes étrangers sont rarement autorisés à visiter, est une erreur d’interprétation des autorités qui avaient estimé maîtriser suffisamment la situation pour permettre à ce voyage de se poursuivre. Il raconte dans une interview pour CNN que les journalistes qui ont tenté d'aller au Tibet non officiellement, sans permis, que cela soit avant ou pendant les événements, ont été rattrapés et expulsés.
Deux autres journalistes, allemands, Georg Blume et Kristin Kupfer, arrivent à Lhassa le lendemain des troubles du 14 mars, ils enquêtent sur ce qui s'est passé et recueillent des témoignages de Tibétains à l'abri de l'écoute chinoise . Ils ont pu rester jusqu'au 20 mars malgré les demandes insistantes de la police pendant 5 jours.
Georg Blume, s'étonne d'être le seul correspondant : « Ce qui m'a surtout surpris c'est que j'étais le seul, car il n'y avait pas de problème pour venir ici. C'est totalement absurde qu'il n'y ait pas eu d’autres correspondants. »
Blume était l'un des derniers journalistes indépendants à Lhassa pendant les troubles au Tibet en mars 2008 avant d'être expulsé de facto de la région.
À partir du 20 mars, soit cinq jours après la fin des émeutes à Lhassa, les autorités chinoises ont fermé l'accès au Tibet aux journalistes étrangers, empêchant toute autre enquête journalistique indépendante. Dans un communiqué du 19 mars, Reporters sans frontières (organisme soupçonné par certains de partialité) déclare avoir recensé depuis le 10 mars plus de « quarante violations graves des droits des journalistes étrangers qui ont été notamment empêchés de travailler librement dans les villes de Lhassa, Pékin, Chengdu, Xining et dans d’autres localités des provinces du Gansu, du Sichuan et Qinghai. » et cite des exemples de journalistes menacés, refoulés, séquestrés ou dont le matériel a été confisqué. Dans un autre communiqué il déclare que « depuis le 12 mars 2008, les autorités refusent d’accorder aux correspondants étrangers un permis pour se rendre au Tibet [et que] les touristes n’y ont également plus accès » .
Les médias occidentaux n’ayant pas la possibilité d’accéder librement aux zones tibétaines, seuls les médias officiels ont été habilités à informer le public chinois. Les seules images diffusées sont celles de manifestants tibétains agressant violemment des personnes, attaquant des boutiques tenues par des Chinois ou brûlant des voitures de police. Ying Chan, directeur du département de médias et journalisme à l’université de Hongkong, estimant que « le gouvernement chinois a verrouillé l’accès à ce qu’il considère être des informations ou des vidéos sensibles », compte sur « des touristes pour envoyer des informations ». Cependant les nombreuses photos, vidéos et témoignages des touristes étrangers corroborent les informations diffusées dans les médias chinois, et soulignent en particulier la non-intervention des forces de polices durant les émeutes du 14 mars. Malgré une présence importante de témoins étrangers, aucun témoignage ne confirme la répression policière qui aurait fait, selon le gouvernement tibétain en exil, 80 morts principalement par balle le 14 mars à Lhassa.
La plupart des journalistes étrangers n'ont pu assister à l'ascension de la flamme olympique sur l’Everest. Après avoir d'abord reporté le voyage pour raison météorologique, les officiels ont refusé le 24 avril le paiement des billets d'avion pour Lhassa de plusieurs médias, dont l'AFP et d'autres agences internationales, les empêchant de se rendre sur place. Afin d'éviter toute manifestation solidaire du gouvernement tibétain en exil lors de cet événement, la Chine avait déployé des forces de l'ordre dans la région et interdit toute autre expédition, notamment au Népal, où le versant sud avait été fermé.
Environ deux semaines après le début des manifestations et des émeutes à Lhassa et pour la première fois, la Chine a invité à Lhassa une délégation de presse occidentale composée de 26 journalistes essentiellement américains et asiatiques afin de « constater les dégâts et d'interroger les habitants ». Le lendemain de son arrivée, le 27 mars, alors que le groupe visitait le temple du Jokhang, une trentaine de moines au moins ont interrompu le responsable chinois qui donnait la version officielle des émeutes et l’ont accusé de mensonges avant de scander : « Nous voulons la liberté, nous voulons le dalaï-lama ». Un des moines déclara que les moines qui avaient témoigné devant les journalistes n'étaient pas des croyants mais des membres du parti communiste qu'on avait placés là. Le groupe de journalistes, étroitement encadré tout le long de leur voyage de deux jours, fut rapidement invité à quitter les lieux et à remonter dans les bus. L'agence Xinhua (agence de presse contrôlée par le gouvernement chinois) annonça le lendemain que des moines avaient interrompu la visite sans donner plus de précision. À Lhassa, les journalistes purent se rendre compte de l’ampleur des destructions et de l'importante présence policière quadrillant la ville. Il ne purent quasiment pas interroger de Tibétains et, lorsqu'ils y parvenaient, ces derniers étaient aussitôt questionnés par des policiers en civil,.
Le 3 juin, 31 journalistes de Hong-Kong, Macao et Taiwan ont été invités pendant 3 jours à découvrir Lhassa et Shannan « sans aucune restriction » selon un officiel du gouvernement de la région autonome du Tibet.
Le 25 juin, le Tibet est de nouveau ouvert aux étrangers. Le 26 juin, les journalistes étrangers sont autorisés à présenter leurs demandes pour entrer au Tibet.
Le 17 octobre 2008, les autorités chinoises ont affirmé maintenir les règles de liberté de circulation et d'interview des journalistes étrangers. Cependant, ces règles ne sont pas appliquées dans la région du Tibet, où des permis distribués aux correspondants étrangers par les autorités locales leur sont rarement distribués, et où un moine du monastère de Labrang (Gansu), a été arrêté par 50 policiers et de militaires, après avoir témoigné de tortures subies après son arrestation en mars dans une interview à un journaliste de l'agence Associated Press.
En décembre 2008, Les autorisations d'accès sont refusées à Bruno Philip journaliste du Monde comme à d’autres médias basés en Chine.
Le 30 décembre 2008, M. Wang Chen, directeur du Bureau de l'Information relevant du Conseil des Affaires d'État, a déclaré à Pékin que les journalistes étrangers étaient les bienvenus au Tibet, et que les aides nécessaires leur seraient fournies.

### Censure d'Internet
À l’issue de la première semaine d’affrontement, des vidéos sur Internet, hébergées par des portails tels que YouTube, ont subi une période de blocage pour les internautes situés en Chine, qui n’ont eu alors accès qu’à des pages blanches. En réponse au site anti-CNN, un dissident chinois remarque que la plupart des internautes indignés en Chine n’ont jamais vu CNN ni eu droit d’accès aux médias occidentaux. Trois semaines après les événements, la Chine a réduit sa censure sur Internet en redonnant notamment l’accès à YouTube, Blogspot et surtout Wikipédia qui était censuré depuis octobre 2005.
Si la censure des informations publiques d’Internet peut être contournée par des techniques d’anonymisation (par exemple les serveurs de proxy) ,, elle peut toutefois gêner l’accès aux sites privés demandant une identification. La limite principale de l’accès aux informations occidentales reste aujourd’hui la barrière de la langue[réf. nécessaire].

### Brouillage des radios
Les informations occidentales sont accessibles au Tibet par Radio Free Asia, une station de radio américaine qui diffuse des émissions en tibétain ou encore Voice of America et Voice of Tibet. Ces radios étrangères, qui sont écoutées par de nombreux moines, sont brouillées depuis 2000, mais Radio Free Asia contourne ce brouillage par l’utilisation de 10 fréquences différentes.

## Présentation des événements par les médias

### Par les médias occidentaux
Les articles des journalistes présents à Lhassa n'ont été repris que très confidentiellement (James Miles) ou ont été complètement occultés (Georg Blume). La plupart des médias ont justifié l'absence d'information fiable venant de Lhassa par une fermeture du Tibet aux journalistes, ce que conteste Georg Blume,.
Pour le sinologue Pierre Picquart, les médias occidentaux n'ont tout d'abord retenu que les accusations et les positions du gouvernement tibétain en exil, plutôt que les attaques contre les civils ; de manière plus générale, beaucoup de médias occidentaux méconnaissent la Chine.
La majorité des Chinois estiment que les médias occidentaux ont surtout présenté la répression, en particulier au début des émeutes. Certains médias sont allés jusqu’à publier des images retouchées ou accompagnées de légendes erronées, comme le montre le site chinois Anti-CNN,,. Les étudiants chinois mettent en cause la partialité de trois sources d’informations : le gouvernement tibétain en exil, CNN et Radio Free Asia : radio américaine fondée par la CIA et financée actuellement par le Congrès des États-Unis . Forts de leurs a priori, les médias occidentaux ont cherché à inverser les rôles entre coupables et victimes, en ne présentant pas, sinon de manière très confidentielle, les témoignages des familles des victimes. Les Chinois attendent des médias occidentaux qu’ils rectifient leur message.
Des témoignages de touristes occidentaux remettent cependant en cause cette vision des médias et décrivent de violentes émeutes dirigées par les Zan (majorité tibétaine) contre les Hans (majorité chinoise) et les Huis (minorité musulmane chinoise),. Le témoignage d’un journaliste britannique sur place décrit des émeutes à caractère ethnique se déroulant le 14 mars.
Des médias renommés comme RFI et le Nouvel Obs ont publié, à propos de la manifestation de soutien aux JO du 19 avril à Paris, des articles minorant fortement le nombre de manifestants,. Ces articles, qui reposent sur une dépêche de l’AFP , ont été modifiés pour ne faire état que de quelques centaines de manifestants (en réalité, 4 000 selon la police, dépêche AFP, et 7 000 selon les organisateurs), souligner que les organisateurs auraient souhaité rassembler 10 000 personnes, et supprimer le message principal de la manifestation selon l’AFP : la majorité des pancartes affichaient des slogans hostiles aux médias occidentaux. « Contre les injustices de la presse », « les médias dominants vous manipulent » ou encore « la liberté de la presse, ce n’est pas mentir ».
LePoint.fr et LeMonde ont publié des articles pointant « le manque de professionnalisme ahurissant » de la part des médias occidentaux ,. L’angle d’approche des premiers reporters sur les émeutes au Tibet a été probablement biaisé par les images que renvoient couramment la Chine et le Tibet (la situation préoccupante des droits de l’homme pour le premier et un idéal de paix et d’harmonie pour le deuxième). Outre la propagande patriotique présente, LePoint.fr remarque que les éléments vérifiables du site Anti-CNN sont corrects. Des médias occidentaux ont bien diffusé les images et extraits vidéos, pointés par le site comme étant biaisés anti-chinois (légende ou modification). Ces documents ont depuis été retirés avec parfois un communiqué d’excuse.
LePoint.fr dresse la liste des grossières erreurs des médias  : CNN a publié une image recadrée donnant l’impression d’un camion militaire poursuivant des civils tandis que l’image originelle montre des manifestants jetant des pierres sur le véhicule. Le Times, le Washington Post, RFI, CTV, N-TV, ou encore le Bild ont publié des images de la répression de Tibétains comme étant le fait de la police chinoise au Tibet alors qu’il s’agit de la police népalaise au Népal (uniformes différents). Quant à Fox News, son site Web accuse la police chinoise d’exhiber les prisonniers tibétains dans la rue, alors que l’image montre la police indienne en train d’arrêter des manifestants tibétains. La BBC a légendé « présence militaire importante » la photo d’une ambulance. Au Tibet, un touriste canadien a pris une photo des soldats anti-émeutes chinois. Celle-ci a été utilisée par le New York Times pour illustrer la répression chinoise sanglante. En réalité on voit une formation de soldats équipés contre les émeutes, qui essaient de se protéger des jets de pierres des manifestants. Certains boucliers, pourtant extrêmement solides, sont brisés. Le touriste canadien raconte que quelques instants après ce cliché, les émeutiers chargeaient le groupe de soldats.
Lors du parcours de la flamme, l’un des présentateurs vedette de CNN, Jack Cafferty s’est permis des propos injurieux à l’encontre des Chinois  Selon lui « Nous (les Américains) continuons à importer leurs saloperies couvertes de peinture au plomb ». Quatorze avocats chinois ont intenté une action en justice contre CNN et son commentateur.
À la suite de la réouverture du Tibet aux journalistes, Ursula Gauthier (envoyée spéciale du Nouvel Observateur) écrit le 24 juillet, plusieurs articles contre ce qu’elle qualifie de « répression chinoise ». En décembre, Ursula Gauthier publie sur le site Internet du Nouvel Observateur un article signé du pseudonyme Carlo Blanco et présenté par la journaliste Ursula Gauthier comme étant le « récit » – fait par « un Français qui connaît bien le Tibet » - d'un périple qui l'aurait conduit « à Lhassa et dans les régions tibétaines rattachées à diverses provinces chinoises ». Il a choisi l'anonymat pour « ne pas mettre en danger les personnes (...) rencontrées ». Carlo Blanco écrit à plusieurs reprises au féminin dans l'article (« Seule, je serais perdue »). Les témoignages rapportés sont anonymes et non vérifiés indépendamment. Il n'y a aucune photo.
Selon un article du Quotidien du Peuple, l'organe de presse officiel du Comité central du Parti communiste chinois, certains médias occidentaux auraient peur de faire des reportages sur la « vraie Chine » en raison des sanctions infligées à certains journalistes considérés comme pro-chinois. L'article cite en exemple le licenciement de Dieter Klaus Hennig, rédacteur en chef de Der Sport-Informations-Dienst, une agence de presse sportive allemande, ainsi que l'éviction de Zhang Danhong, directeur-adjoint de la section chinoise de Deutsche Welle, service de diffusion internationale de TV et radio.

### Par les médias tibétains en exil
Le 18 avril 2008, lors d’une conférence de presse, le Premier ministre tibétain, Samdhong Rinpoché, déclare qu’après le 10 mars 2008, des manifestations ont atteint l’ensemble du Tibet (incluant le U-Tsang, le Kham, de l’Amdo), ayant pour origine la frustration accumulée pendant 50 ans de nombreux Tibétains en raison d’une répression excessive. Le premier ministre s’étonne que les autorités chinoises n’aient pu maintenir l’ordre au Tibet en une journée et qu’il fallut plus de cinq semaines. Ainsi, contrairement à des situations analogues récentes, le 14 mars aucune mesure répressive n’est prise pendant plusieurs heures. Un grand nombre de manifestants n’était pas connu à Lhassa, et des témoignages font état de policiers chinois déguisés en Tibétains ou en moines et menant les manifestations,.

### Documents photographiques et vidéos transmis par internet
Des photos et vidéos de victimes présumées de la répression au Tibet en 2008 sont diffusées par différents sites. Ces images de cadavres peuvent choquer.
Une page de Wikileaks leur est consacrée . Données en vrac, ces photos sont présentées comme « preuves photographiques de la répression sanglante d’une manifestation pacifique de Tibétains de Ngaba dans le Sichuan le 16 mars 2008 » mais elles restent à authentifier de façon indépendante, les régions tibétaines demeurant interdites aux journalistes.
Le site web du TCHRD (ONG contrôlée par le dalaï lama et soutenue par les États-Unis) présente également des photos censées être de la répression des forces de l’ordre, et de victimes entourées par la foule.
De nombreuses vidéos sont présentes sur internet, beaucoup ont été tournées par des touristes et reprises par les télévisions et permettent en partie de pallier l'absence de journalistes indépendants sur place à la suite de la censure médiatique imposée par le gouvernement chinois, qui soit a expulsé les journalistes présents, soit leur a interdit l'entrée sur le territoire. Elles sont accessibles avec les mots clefs Tibet Riots. Certaines vidéos dénoncent les versions tronquées des vidéos présentées par les médias occidentaux  en leur reprochant de ne pas avoir montré les violences des manifestants et les lynchages vus dans différentes vidéos amateur, ainsi que la souffrance des familles des victimes vues à la télévision chinoise.

## Interrogations sur l’origine des troubles

### Position du gouvernement chinois
Selon Wu Heping, porte-parole du ministère chinois de la Sécurité publique, l'arrestation des suspects a entraîné la découverte d'un réseau national conduit par un officiel du « ministère de la Sécurité » de la clique du dalaï-lama. Ce « Mouvement d'insurrection du peuple tibétain » visait à provoquer une crise en Chine en organisant des activités de sabotage. Selon Wu, sept organisations séparatistes tibétaines — le « Congrès de la Jeunesse tibétaine », l'« Association des femmes tibétaines », les « Étudiants pour un Tibet libre », le « Gu-Chu-Sum Mouvement du Tibet », le « Parti démocratique national du Tibet », le « Réseau international de soutien du Tibet » et l'« association des écrivains tibétains » — ont tenu des conférences de presse à New Delhi, en Inde, et publié la prétendue « Déclaration du Mouvement d'insurrection du peuple tibétain » et l'a mise ensuite sur Internet. La police locale à Lhassa a arrêté un individu clé directement impliqué dans les émeutes de Lhassa, a-t-il ajouté. « Ce suspect a avoué sa participation dans l'organisation, la planification et la mise en œuvre des émeutes du 14 mars à Lhassa, inspirées par un officiel de la clique du dalaï-lama », a dit Wu .
Pour le consul général adjoint de Chine à New York, Kuang Weilin, qui s’exprimait le 3 avril, « les violences en Chine et les attaques contre une vingtaine de missions diplomatiques chinoises d’outre-mer sont complotées, organisées et commanditées par la clique du dalaï-lama qui reste attachée à son rêve d’indépendance du Tibet. Pourquoi ces émeutiers, à l’intérieur comme à l’extérieur de la Chine, ont-ils adopté les mêmes tactiques, crié les mêmes slogans et montré le même niveau de violences ? », a-t-il ajouté.
Selon un rapport du Ministère de la sécurité intérieure chinois, les émeutiers auraient reçu un financement étranger provenant de fondations américaines .
Le « Quotidien du peuple en ligne », site Internet en français du Comité central du Parti communiste chinois (PCC), a publié le 7 avril l’intervention d’un certain Gu Yangzhai qui, entre autres choses, décortique le modus operandi des activistes tibétains ainsi qu’a pu le reconstituer la police locale. Les instructions émanant de l’extérieur du Tibet auraient été envoyées sous forme codée via l’Internet, il en aurait été de même en sens inverse pour les rapports sur la situation interne. De là viendrait la synchronisation observée dans le déclenchement et le déroulement des troubles en des lieux éloignés entre eux de centaines de kilomètres .
Dans un article du 14 avril , le « Quotidien du peuple en ligne » émet une vive critique des sociétés féodales de servage dominée par un système associant le pouvoir religieux et le pouvoir politique. Ce type de régime présent en Europe jusqu'au XVe siècle et au Tibet jusqu'au milieu du XXe siècle aurait empêché le développement social et économique. Il accuse le dalaï-lama d'être le représentant général de ce système et de préserver sa position dominante au sein de son soi-disant « gouvernement en exil » en pratiquant la répression et la persécution contre les disciples de Jieqian Xiudan (Dorje Shugden). À la suite d'un prêche, un grand nombre de statues de cette déité ont été détruites dans les temples, suscitant de nombreux conflits au sein de la communauté bouddhiste tibétaine , des manifestations sont organisées par des bouddhistes tibétains contre le dalaï-lama dans le monde entier . Le dalaï-lama est accusé d'être la source principale des troubles sociaux au Tibet, et d'être l'outil fidèle utilisé par les forces antichinoises internationales.

### Position du gouvernement tibétain en exil
Les manifestations sont l'expression d'une rancœur profonde du peuple tibétain envers la gouvernance actuelle. L'unité et la stabilité maintenue par la force brutale est au mieux une solution temporaire. Il est irréaliste de s'attendre à l'unité et la stabilité dans le cadre de règles qui ne serait pas propice à la recherche d'une solution pacifique et durable.
Le 18 août 2008, lors de la rencontre du dalaï-lama par Jean-Marc Ayrault à Nantes, le Dalaï Lama a rappelé qu’à la suite des troubles au Tibet en 2008, il a demandé : « qu'il puisse y avoir des missions de santé internationales pour venir au secours des blessés, particulièrement dans les régions de l'Est. Malheureusement sans succès. Aucune autorisation ne m'a été donnée. J'ai voulu alors qu'une enquête soit menée car le gouvernement chinois m'accusait d'être l'instigateur des troubles. J'ai souhaité la venue d'enquêteurs internationaux, sans suite. Je voudrais renouveler cet appel ici ».

### Position des témoins occidentaux présents sur place
Ursula Rechbach, une Slovène qui travaille depuis huit ans à Lhassa, après concertation avec quelques autres étrangers au Tibet, exprime leur sentiment que les émeutes devaient être organisées. « Elles n'auraient pas pu toutes se déclencher au même moment si cela n'avait pas été organisé. Cela était prémédité, ou au moins préparé » . Tony Gleason, directeur de la Fondation pour la réduction de la pauvreté au Tibet, est également témoin de la rapidité du développement des émeutes dans la ville : « C'était vraiment très étrange... Tout a commencé très vite et s'est propagé très rapidement, au Nord de notre hôtel, sur les routes ... c'était vraiment très étrange... »,.

### Montée de la tension

#### Une préparation étalée sur sept ans selon Elizabeth Van Wie Davis
Selon Elizabeth Van Wie Davis, auteur du livre Ruling, Resources and Religion in China (2012), le gouvernement tibétain en exil, avec l'aide de la Fondation Friedrich-Naumann, organisa en 2001, à Bruxelles (Belgique), une rencontre réunissant toutes les grandes organisations de la diaspora tibétaine et les réseaux de soutien au Tibet. En l'espace de 7 ans, trois militantes canadiennes mobilisèrent des milliers de bénévoles étrangers et des centaines d'organisations liées au Tibet en vue de mettre sur pied une campagne de six mois dont le point d'orgue fut les émeutes de 2008 et les manifestations accompagnant le parcours de la torche olympique en Occident. Pour Elizabeth Van Wie Davis, cette coordination totale laisse peu de doutes quant à la préparation des troubles par la diaspora tibétaine secondée par des sympathisants occidentaux.

#### Le discours du dalaï-lama le 10 mars
Le lundi 10 mars est l'anniversaire de la fuite du dalaï-lama. Ce jour est traditionnellement célébré par des manifestations au Tibet. Le dalaï-lama prononce alors un discours  selon le journaliste Bruno Philip, d'une rare virulence contre le régime de Pékin, contrastant avec son approche habituellement plus conciliante à l'égard de la Chine, le chef de l'Église tibétaine dénonce une « répression continuelle » par les forces de sécurité du régime et des « violations énormes et inimaginables des droits de l'homme », le tout s'accompagnant « de la négation de la liberté religieuse et de la politisation des questions religieuses ». « Les autorités chinoises continuent d'agir de manière que l'on peut qualifier de comportement inhumain », déclare le dalaï-lama, dénonçant le « génocide culturel » et l'augmentation de la population non tibétaine d'ethnie chinoise han qui « a réduit les Tibétains à une insignifiante minorité dans leur propre pays » .

#### SelonLe Quotidien du Peuple, le président de «Tibetan Youth Congress» aurait suggéré des attentats suicides à Lhassa
Selon Le Quotidien du Peuple, dans une interview paru dans le Corriere della Sera, Tsewang Rigzin président de l'ONG Tibetan Youth Congress (TYC) aurait déclaré que la non-violence prêchée par le dalai lama est dans une impasse, et aurait suggéré de prendre le chemin des kamikazes déjà en vogue dans le monde musulman. Tsewang Rigzin déclara que cette allégation est dénuée de fondement. Durant les 39 années de son existence, le TYC n'a jamais eu recours à la violence ce qui est reflétée dans ses campagnes.

#### Avis de certains experts
Certains experts, dont le général russe Alexeï Maslov, estiment que des forces politiques influentes aux États-Unis d’Amérique ont intérêt à utiliser le scénario kosovar pour pousser la population du Tibet à lancer une lutte armée pour l’indépendance à la veille des JO de Pékin. Selon Alexeï Maslov, « Des forces politiques influentes aux États-Unis (…) manipulent le mouvement indépendantiste des Tibétains pour empêcher le renforcement des positions géopolitiques de la Chine dans le monde »[pertinence contestée].
Selon Richard M Bennett, l’ex-haut responsable des services secrets indiens et journaliste respecté, B. Raman, a fait le 21 mars le commentaire suivant : « sur la base de preuves disponibles, c’est raisonnablement possible d'affirmer avec conviction que le soulèvement initial à Lhassa le 14 mars a été pré-planifié et bien orchestré. »,.

### Avis d'experts indépendants
Selon l’Institut français des relations internationales, exaspération envers le pouvoir et difficultés économiques se sont mutuellement amplifiées au Tibet. En outre, la plupart des commerces appartiennent à des Chinois han (> 90 % de la population chinoise [dans l’ensemble de la Chine]) ou hui (Chinois musulmans qui contrôlent à Lhassa une grande partie du commerce de la viande) : ces faits convergent pour donner à une fraction de la population tibétaine le sentiment d’être l’otage d’une politique économique et démographique qu’elle ne maîtrise pas. À cet égard, il est intéressant de noter l'existence de griefs économiques particuliers liés à l'essor du tourisme de masse à Lhassa : des « Tibétains se plaignent du fait que les marchands chinois y contrôlent désormais la plupart des magasins pour touristes dans le secteur de Barkhor ».
Jamyang Norbu, activiste tibétain en exil et porte-parole infatigable de l'indépendance du Tibet , rejette les affirmations de William Engdahl pour la raison que celui-ci expliquerait par des conspirations les attentats du 11 septembre 2001 et le réchauffement climatique. Pour l’historien tibétain Tsering Shakya, les arguments de William Engdahl ne sont que des insinuations sans preuve. Pour Tsering Shakya, les capacités des associations des Tibétains en exil à développer une activité politique au Tibet sont quasiment inexistantes.
L’agence de presse chinoise Xinhua cite un rapport selon lequel une fondation allemande (Friedrich Naumann Stiftung für die Freiheit ou FNSt) aurait planifié les manifestations en liaison avec le quartier général du dalaï-lama, en se référant à un article publié dans le journal canadien The Globe and Mail. L’auteur de cet article, Doug Saunders, écrivait que de nombreuses manifestations seraient coordonnées par un organisateur à temps plein (aucune fondation allemande n’est explicitement citée) engagé par le gouvernement tibétain en exil, et que des documents, envoyés à 150 groupes de soutien au Tibet de par le monde, donnaient des indications détaillées sur l’organisation de manifestations lors du relais de la flamme olympique dans son périple autour du monde. Cependant, Doug Saunders, étonné de l’engouement de Xinhua pour son article, a écrit par la suite que les manifestations lors du relais de la flamme n’avaient pas de rapport avec les émeutes et les soulèvements à l’intérieur du Tibet.
Michael Sheridan, journaliste au Times, dans un article daté du 23 mars, voit dans la répression des troubles une « répression ethnique » qui aurait été planifiée par trois personnalités de l’État chinois : Wang Lequan, Zhang Qingli et Li Dezhu.

#### Photo de policiers chinois recevant des robes de moines
Par la suite, il s'est avéré qu'une photographie montrant des policiers chinois recevant des robes de moines s’est finalement avérée provenir d’un tournage de fiction réalisé en 2003. Selon le Los Angeles Times, cette photo aurait été prise lors du tournage du film Le Talisman de Michelle Yeoh tourné à Lhassa en 2001-2002.

#### Avis de Phurbu Thinley
Début juin, Phurbu Thinley, le directeur de l'agence de presse tibétaine Phayul.com, affirmait qu'en l'absence de médias étrangers, les autorités chinoises par l’intermédiaire de médias contrôlés par l'état ont diffusé des images de personnes violentes, prétendument tibétaines, les accusant d'inciter à la violence à Lhassa. Des témoins oculaires firent cependant remarquer que des personnes apparaissant sur certaines images étaient en fait des policiers chinois portant des vêtements tibétains envoyés par les autorités pour inciter à la violence communautaire entre les Chinois Han et les Tibétains, ce qui donna une justification aux autorités pour sa répression violente.

### La déclaration publique du dalaï-lama sur les soldats déguisés en moines
Venu, le 29 mars, prier, avec d'autres religieux, au mémorial de Gandhi pour les victimes des émeutes, le dalaï-lama déclara que la Chine avait déguisé ses troupes en moines pour faire croire que les Tibétains avaient déclenché les émeutes : « Dans une photo, on voit [un moine] tenant une épée, mais ce n'est pas l'épée tibétaine traditionnelle. On sait que quelques centaines de soldats ont été habillés en moines » .
Le 29 mai, le tibétologue Robert Barnett devait qualifier d'allégation douteuse cette déclaration que des soldats chinois se seraient déguisés en moines tibétains pour susciter les émeutes .